# Thích-ca Mâu-ni
Siddhartha Gautama (tiếng Phạn: सिद्धार्थ गौतम, Hán-Việt: Tất-đạt-đa Cồ-đàm) hay Gautama Buddha, còn được gọi là Shakyamuni (tiếng Phạn: शाक्यमुनि, Hán-Việt: Thích-ca Mâu-ni) là một nhà tu hành và nhà truyền giáo, người sáng lập ra Phật giáo. Ông xuất thân là thái tử vương tộc Gautama của tiểu quốc Shakya ở vùng Kapilavastu nhưng sớm từ bỏ cuộc sống vinh hoa phú quý để lên đường đi tìm chánh đạo. Sau 6 năm, ông đạt được giác ngộ chính pháp vào năm 35 tuổi và giành tiếp 45 năm cho việc truyền bá, giảng dạy giáo lý Phật pháp trên khắp tiểu lục địa Ấn Độ. Đức Phật đề xướng con đường Trung đạo - tức vừa từ bỏ đời sống xa hoa nhưng cũng không đi theo lối tu hành ép xác khổ hạnh vốn rất thịnh hành trong các học thuyết tôn giáo Ấn Độ thời đó. Giáo pháp của ông đặt nền tảng cho sự hình thành và phát triển giáo lý Phật giáo ngày nay.
Ông được coi là đạt giác ngộ để thành Phật. Chi tiết về cuộc đời và sự nghiệp của Đức Phật được nhiều thế hệ học trò ghi nhớ và tổng hợp sau khi ông nhập niết bàn. Các bản kinh ghi lại lời dạy của ông được lưu giữ qua nhiều thế hệ và dần được viết thành sách.

## Cuộc đời

### Các cách phiên âm tên
Tất-đạt-đa Cồ-đàm; đôi khi cũng được phiên âm là Sĩ-đạt-ta Cồ-đàm (悉達多 瞿曇) đều là các kiểu phiên âm trong Hán-Việt (dùng tiếng Trung Quốc phiên âm tiếng Phạn ra chữ Hán, rồi dùng âm Hán-Việt đọc các chữ Hán đó sang tiếng Việt), còn được người đương thời và các Phật tử sau này tôn xưng là Shakyamuni (शाक्यमुनि), tiếng Hán phiên âm thành 释迦牟尼, Hán-Việt đọc là "Thích-ca-mâu-ni", hay thường gọi đơn giản là Bụt-đà hay Bụt; Devanagari: बुद्ध, phiên âm Hán-Việt từ tiếng Trung: 佛 (Phật). Tất-đạt-đa có nghĩa là Nhất thiết nghĩa thành (一切義成), Thành tựu chúng sinh (成就眾生, dịch từ dạng dài của tên Phạn ngữ là Sarvārthasiddha).

### Bối cảnh và gia thế

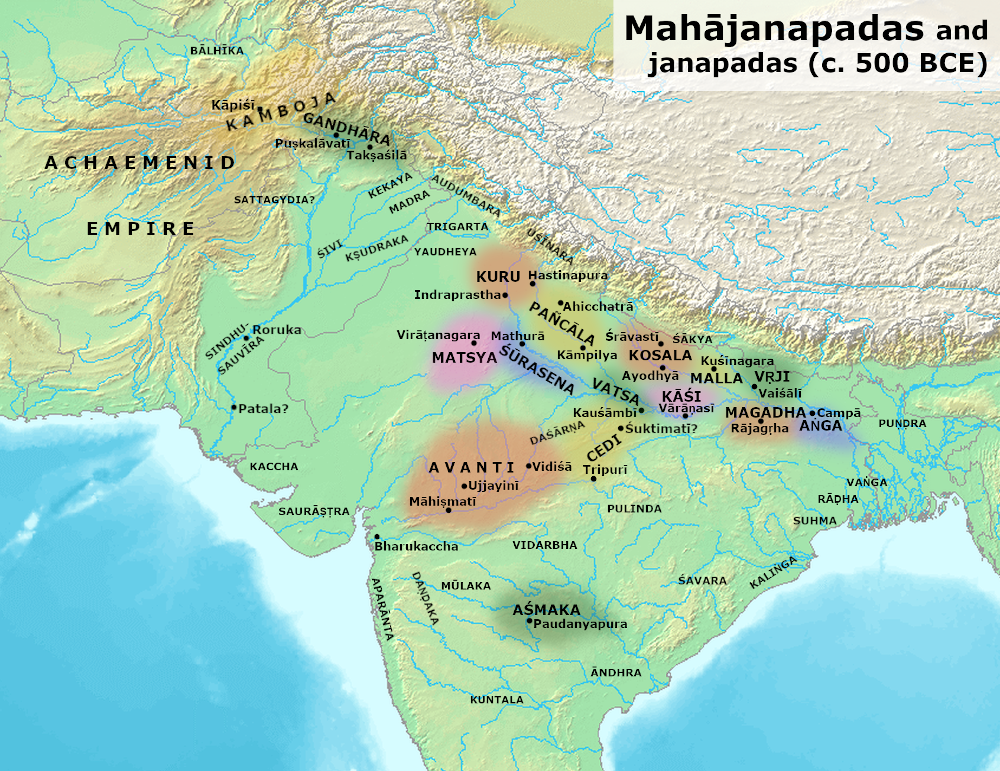
Bản đồ các vương quốc ở Tiểu lục địa Ấn Độ vào khoảng năm 500 trước Công nguyên

Dù có nhiều hoài nghi và do dự trước đây, nhưng sau này các khám phá khảo cổ vào đầu thế kỷ 20, hầu hết các học giả ngày nay đều công nhận Ngài đã sống và truyền dạy giáo lý trong thời Mahajanapada dưới thời cai trị của vua Tần-bà-sa-la (Bimbisāra) (558 - 491 TCN) và qua đời trong thời gian đầu của triều đại A-xà-thế (Ajātaśatru), người kế thừa của Tần-bà-sa-la. Cuộc đời của Tất-đạt-đa không những trùng hợp với thời kỳ phát triển của Bà-la-môn mà còn trùng với sự phát triển của trường phái tu khổ hạnh Sramana như Kỳ-na giáo, Ājīvika, Ajñana, Cārvāka (triết học duy vật khoái lạc).
Thời điểm chính xác năm sinh theo lịch hiện đại của ông không được ghi nhận rõ, dao động trong khoảng từ 624 tới 563 trước Công nguyên. Tuy nhiên, Đại hội Phật giáo Thế giới đã thống nhất cho rằng Tất-đạt-đa sinh khoảng năm 624 trước Công nguyên và qua đời khi 80 tuổi (năm 544 TCN).
Cha ông là vua Tịnh-phạn (Suddhodana), người đứng đầu tiểu quốc Thích-ca (Shakya), một tiểu quốc nằm ở vùng biên giới Ấn Độ - Nepal ngày nay, có kinh đô là Ca-tỳ-la-vệ (Kapilavastu). Mẹ ông là hoàng hậu Ma-da (Maya), người tiểu quốc Koli láng giềng.

### Cuộc sống ban đầu và hôn nhân
Thái tử Tất-đạt-đa được sinh ra tại vườn Lumbini (Lâm-tì-ni), nay thuộc Nepal.
Kinh Bản Sinh (Jataka) ghi về nhân duyên làm thân mẫu Phật của bà Ma-da như sau: cách đây 91 đại kiếp Trái Đất, đã có 1 vị Phật Chánh Đẳng Giác tên là Phật Tỳ Bà Thi (Vipassī) ra đời. Có một công nương (con một vị đại thần trong triều đình) đã cúng dường Phật Tỳ-bà-thi với lòng chí thành và ước nguyện rằng trong tương lai, cô sẽ được làm mẹ của 1 vị Phật. Đức Phật Tỳ-bà-thi đã thọ ký cho cô sẽ được như nguyện. Công nương đó chính là tiền kiếp của hoàng hậu Ma-da

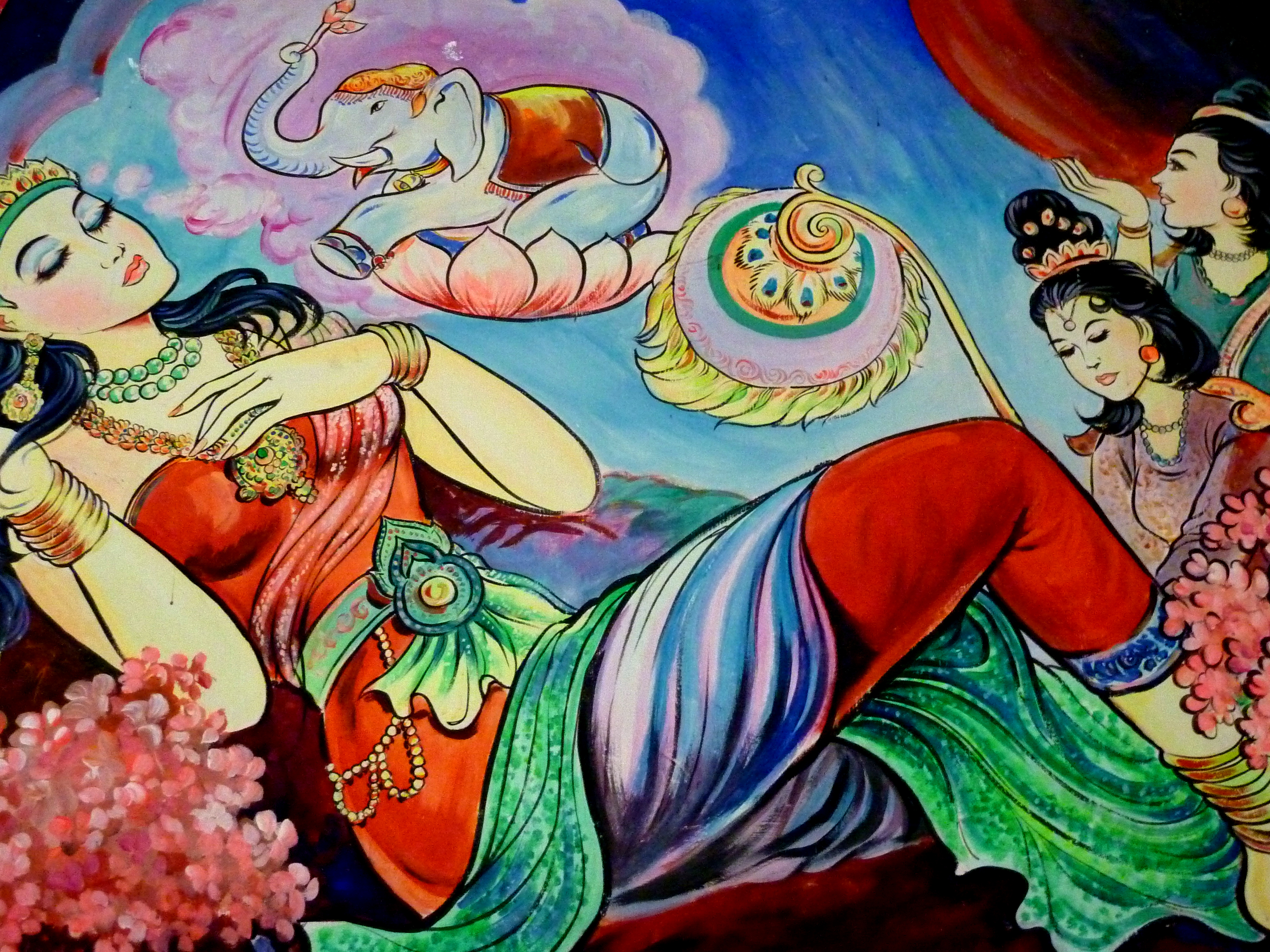
Tranh vẽ Giấc mơ voi trắng của hoàng hậu Maya

Tiền kiếp của Thái tử Tất-đạt-đa là bồ-tát Setaketu, cư trú ở cõi trời Đâu-suất, trong khi theo quan niệm của đạo Bà La Môn, Setaketu là thái tử được thần Vishnu sai xuống làm con. Sau khi quán xét thấy nhân duyên và Ba-la-mật-đa đã chín muồi để đạt tới quả vị Phật, vị này quyết định biến hình thành một con voi trắng, nhập thai vào bà Maya cho lần luân hồi chuyển kiếp cuối cùng để thành Phật ở nhân gian.
Trong 10 tháng trước đó, hoàng hậu Maya được vua cho phép giữ 8 giới thanh tịnh nhân dịp lễ cầu mưa (Asadh Utsav). Một đêm tại thành Ca-tì-la-vệ (Kapilavastu), hoàng hậu Maya nằm mộng thấy được chở đi bởi 4 thiên thần đến hồ Anotatta bên dãy Himalaya (Hy Mã Lạp Sơn). Sau khi tắm trong hồ, các thiên thần đã mặc cho bà bộ quần áo của cõi trời, xức dầu thơm cho bà, và trang điểm cho bà bằng những bông hoa tuyệt đẹp. Một con voi trắng sáu ngà, vòi cuốn một hoa sen lớn màu trắng, từ trên trời bay xuống chui vào hông phải của bà, lúc đó bà cảm thấy thân tâm an lạc, sáng chói như ánh trăng rằm. Thức dậy, bà đem chuyện giấc mộng kỳ lạ kể cho nhà vua nghe. Nhà vua liền cho mời 64 nhà tiên tri Bà-la-môn đến giải mộng; các vị này đoán là hoàng hậu đã mang thai và hoàng tử sắp được sinh ra sẽ là một bậc thánh nhân, là Chuyển luân Thánh vương (vua của các vị vua) hoặc một bậc Thánh giác ngộ.
Khoảng mười tháng sau giấc mơ kỳ lạ đó, ngày sinh nở của Hoàng hậu Maya ngày càng đến gần. Một ngày nọ, Hoàng hậu Maya đến  bên vua và thưa: "Bệ hạ, thiếp phải trở về quê để chuẩn bị sinh con". Theo tập quán thời đó, người vợ phải về sinh con tại nhà cha mẹ của mình. Vua đồng ý, nói rằng: "Rất tốt, ta sẽ chuẩn bị chu đáo để hoàng hậu về quê". Nhà vua sai binh lính đi trước để dọn đường và cho người chuẩn bị kiệu cho hoàng hậu trở về quê. Hoàng hậu rời kinh đô Ca-tỳ-la-vệ bằng một đoàn rước kiệu của những người lính trở về thủ đô vương quốc Koliya nơi vua cha Anjana trị vì.
Trên đường trở về quê hương Koliya, đoàn rước kiệu đi qua một khu vườn gọi là Lâm-tỳ-ni. Khu vườn này gần vương quốc Nepal, dưới chân dãy núi Himalaya. Lâm Tỳ Ni có nhiều cây sala (Ta-la) che bóng mát tỏa hương thơm ngát, chim chóc và bướm ong bay lượn làm hoàng hậu phải chú ý. Bởi nơi này thuận lợi cho nghỉ ngơi, hoàng hậu đã ra lệnh cho mọi người dừng chân. Khi hoàng hậu nghỉ dưới một gốc cây sala, bà chuyển dạ và sinh hạ một người con trai. Người con trai đó sau này là Đức Phật. Đó là rạng sáng ngày mồng 8 tháng Tư âm lịch theo Phật giáo Bắc tông hoặc vào ngày trăng tròn tháng Vesak theo Phật giáo Nam tông.
Theo các kinh điển Phật giáo, ngay từ lúc sinh ra, ông đã có đầy đủ tướng tốt (Ba mươi hai tướng tốt). Tên được chọn là Tất-Đạt-Đa (Siddhartha) có nghĩa là "người thành đạt mọi nguyện vọng".

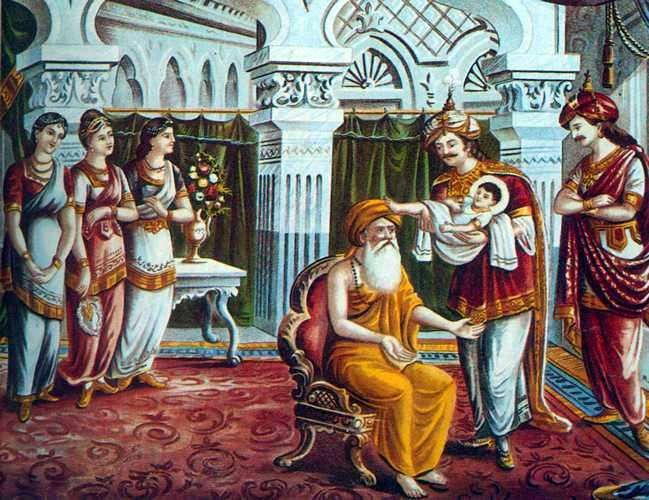
Nhà tiên tri A-tư-đà (Asita) dự đoán đứa trẻ Tất-đạt-đa Cồ-đàm sau này sẽ trở thành đấng giác ngộ và truyền dạy chính pháp cho thế gian

Sau khi 2 mẹ con về cung, vua Tịnh-phạn nghe tin có 1 vị cao nhân đến thăm. Người đó là tu sĩ A-tư-đà (Asita), người có tài tiên tri do đã chứng thiền tới cấp rất cao - Phi tưởng phi phi tưởng. Khi xem các tướng của thái tử thì thái tử giơ 2 chân lên đầu A-tư-đà, ông nhìn xuống lòng bàn chân và nói "Dưới 2 lòng bàn chân của thái tử, có hình bánh xe ngàn căm và 32 tướng tốt, sau này chắc chắc thái tử sẽ là một nhà tu hành đắc đạo, hoặc là một chuyển luân thánh vương (vua của các vị vua) cai trị toàn Ấn Độ". Khi tiên nhân A-tư-đà vừa nói xong ông bật khóc, vua Tịnh-phạn hỏi tại sao khóc thì tiên nhân A-tư-đà đáp lại rằng "sau này tôi không thể nghe 1 bậc thánh nhân giảng pháp vì tôi đã quá già rồi" (tu sĩ A-tư-đà đã tiên tri được rằng thọ mạng của ông sắp hết, ông sẽ qua đời trước khi Tất-đạt-đa thành đạo). Nói xong vua cha Tịnh-phạn bực tức, nói rằng "Con ta sẽ là 1 bậc chuyển luân thánh vương, và sẽ là 1 Sát-đế-lỵ (Kshastriya), nên tôi xin mời tiên nhân về cho, tôi còn phải cho các thần dân xem con tôi đã". Lúc này tiên nhân A-tư-đà đi về và nén lại giữa đám đông để nhìn mặt của thái tử. Khi đệ tử ông cũng có hỏi rằng "tại sao ông không về", A-tư-đà đáp "Vì ta đang nhìn cả 1 vũ trụ lần cuối".
Bảy ngày sau khi sinh thì hoàng hậu Ma-da - mẹ của Tất-đạt-đa mất, ông được người dì ruột là Ma-ha-ba-xà-ba-đề (Kiều-đàm-di) (Mahāpajāpatī Gotamī) - Đại-Ái-Đạo Kiều Đàm Di chăm sóc. Bà Kiều-đàm-di (Gotamī) là em gái của hoàng hậu Ma-da (cả hai cùng kết hôn với vua Tịnh-phạn) đã tình nguyện nhận nuôi dưỡng Thái tử Tất-đạt-đa, còn con ruột của mình là Nan-đà (Nanda) thì giao lại cho người vú chăm sóc. Về sau, khi Tất-đạt-đa đã đắc đạo, bà Kiều-đàm-di đã xin Phật cho phép xuất gia, trở thành nữ đệ tử (Tỳ-kheo ni) đầu tiên của Phật giáo và sau này đã đắc quả A-la-hán:

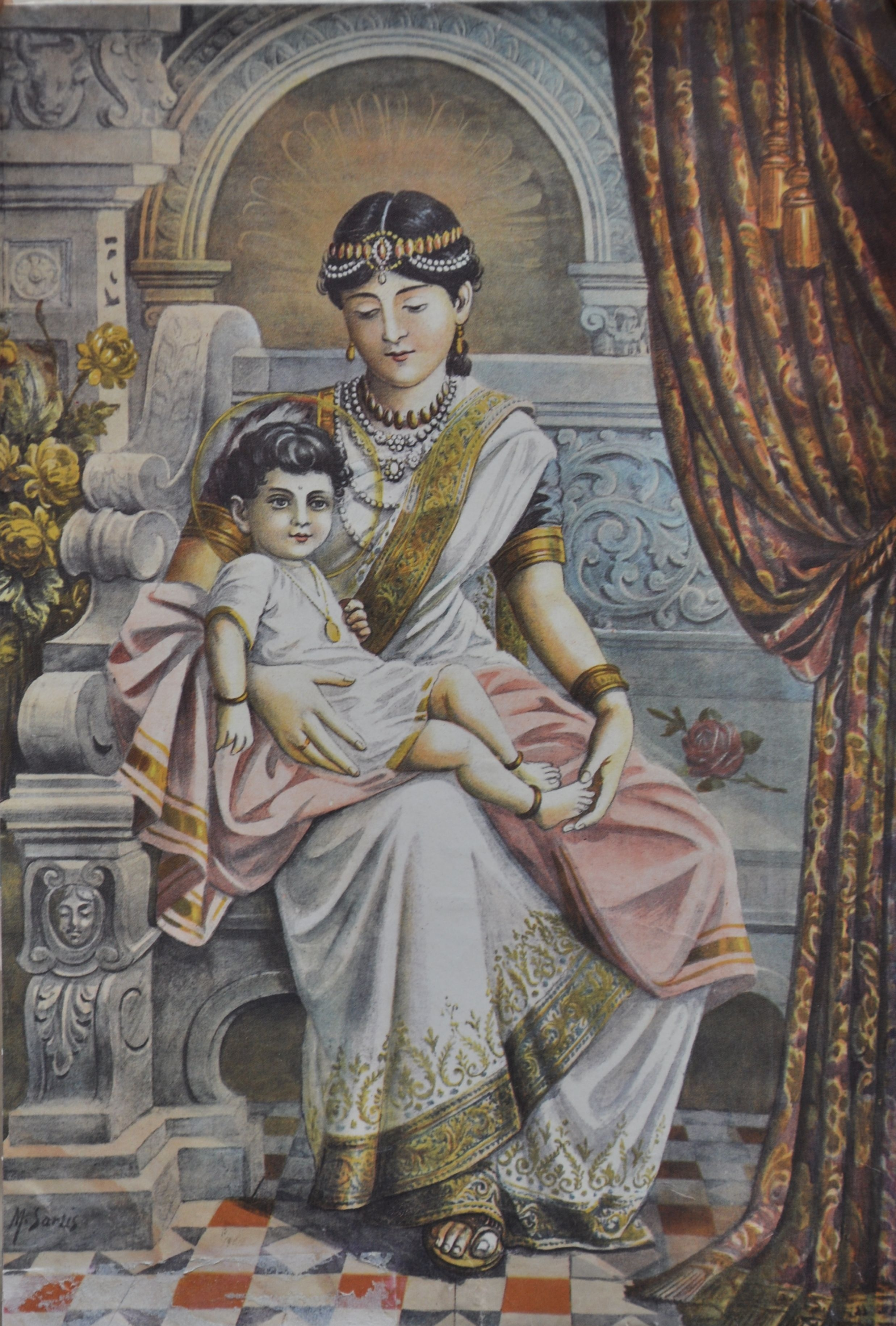
Tranh vẽ thái tử Tất-đạt-đa và bà Ma-ha-ba-xà-ba-đề (tranh vẽ theo phong cách Hy Lạp cổ)

Kinh Phật nói rằng mẹ của mọi vị Phật đều sẽ qua đời vào 7 ngày sau khi sinh (bởi phúc báu quá lớn của việc đản sinh ra Phật sẽ giúp người mẹ xả bỏ thân xác yếu ớt và thọ mạng ngắn ngủi của con người để tái sinh làm thần trên cõi Trời). Sau khi qua đời, bà Ma-da đã tái sinh làm 1 vị thần trên cõi trời Đâu-suất có tên là Ma-da-đức-ngoá-phổ-đa (Māyādevaputta). Sau này khi thành đạo, Phật Thích Ca đã dùng thần lực để thuyết Vi diệu pháp cho vị thần tiền kiếp là mẹ mình trên cõi trời này để tỏ lòng biết ơn thân mẫu.
Về bà Kiều-đàm-di, Kinh Bản Sinh (Jataka) ghi về nhân duyên làm dưỡng mẫu Phật của bà như sau: cách đây 100.000 đại kiếp Trái Đất, đã có Phật Thượng Liên Hoa (Padumuttara) truyền đạo trên thế gian. Có một công chúa đã cúng dường Phật với lòng chí thành, một hôm khi đang nghe Phật Liên Hoa thuyết pháp, công chúa nhận thấy có một Tỳ kheo ni thật đáng tôn quý, đứng đầu hội chúng Tỳ kheo ni, và là người nữ đệ tử đạt giác ngộ sớm nhất. Bà liền lập nguyện rằng, trong tương lai, do công đức tu tập, bà sẽ được như vị Tỳ kheo ni ấy. Lời nguyện của bà đã được Đức Phật Thượng Liên Hoa ấn chứng là sẽ thành tựu trong thời kỳ của Đức Phật Thích-ca (Shakya). Công chúa đó chính là tiền kiếp của bà Kiều-đàm-di.
Do lời tiên đoán rằng thái tử sẽ bỏ đi tu hành "sau khi thấy một người già, một người bệnh, một xác chết và một Sa môn" ở bốn cửa thành đông-tây-nam-bắc nên vua Tịnh-phạn tìm đủ mọi cách cho Tất-đạt-đa hưởng đầy đủ lạc thú trong hoàng cung, không bao giờ phải nhìn thấy các cảnh khổ đau, bệnh hoạn, già chết ở đời.
Tất-đạt-đa đã sống một cuộc sống thanh tịnh. Vua Tịnh-phạn vốn muốn con ông trở thành quân vương vĩ đại nên không muốn thái tử đi tu. Ông đã cho nhiều người danh tiếng dạy dỗ cho con rất kỹ lưỡng, cho thái tử hưởng đầy đủ vinh hoa phú quý, nhất là không để thái tử tiếp xúc với cảnh khổ của cuộc đời. Sau này, Phật kể lại: "Đời sống của ta (lúc bấy giờ) thật là tế nhị, vô cùng tinh tế. Trong hoàng cung, chỗ ta ở, phụ hoàng có đào ao, xây những đầm sen. Khi sen xanh đua nhau khoe màu ở đây thì sen đỏ vươn mình phô sắc phía bên kia, và trong đầm bên cạnh sen trắng đua nhau khoe vẻ đẹp dưới ánh nắng ban mai. Trầm hương của ta dùng đều là loại thượng hảo hạng từ xứ Ca-tây (Kāsi) đưa về. Khăn và xiêm áo của ta cũng may toàn bằng hàng lụa bậc nhất từ Ca-tây chở đến".
Năm lên 18 tuổi, Tất-đạt-đa kết hôn với công chúa Da-du-đà-la (Yaśodharā) của thị tộc Khoa-lợi (Koli). Dù đã kết hôn, Tất-đạt-đa vẫn sống cùng công chúa Da-du-đà-la như đôi bạn thanh tịnh, đều yêu thích thiền định (Thiền), thực hành thiền định và lòng thấy an lạc.
Theo Kinh Bản Sinh, cách đây 4 A tăng kỳ và 100.000 đại kiếp Trái Đất, tiền thân của Tất-đạt-đa là tu sĩ Thiện Huệ (Sumedha). Khi đó có đức Phật tại thế là Phật Nhiên Đăng (Dīpankara). Thiện Huệ nhìn thấy Nhiên Đăng Cổ Phật tận mắt, liền phát nguyện sẽ cố gắng tu học cho đến khi được hoàn toàn giác ngộ như Phật. Sau đó, Thiện Huệ còn nằm sát đất, lấy thân mình để giúp Phật bước qua vũng lầy. Thiện Huệ xin được 5 bông hoa sen của 1 cô gái tên là Trụ-điền (Sumita), chàng chí thành tung năm hoa sen của mình lên không trung để cúng dường Phật. Trụ-điền cũng trao cho chàng 2 bông hoa sen nhờ dâng cúng giùm, với tâm nguyện rằng đời đời kiếp kiếp luân hồi về sau sẽ luôn là vợ của Thiện Huệ, trợ giúp chàng trong muôn kiếp luân hồi cho tới khi chàng thành Phật. Đức Phật Nhiên Đăng quán xét tương lai rồi hoan hỉ thọ ký rằng 2 người sẽ đạt tâm nguyện: sau 4 A tăng kỳ và 100.000 đại kiếp Trái Đất nữa, Thiện Huệ sẽ thành Phật hiệu là Thích-ca Mâu-ni (Sākyamuni) trong đời Hiền kiếp (Bhadra kalpa), còn cô gái Trụ-điền sẽ thường xuyên là vợ của chàng trong các kiếp luân hồi, cho tới khi chàng thành Phật.
Tu sĩ Thiện Huệ thời xa xưa đó chính là tiền kiếp của thái tử Tất-đạt-đa, còn cô gái Trụ-điền chính là tiền kiếp của công chúa Da-du-đà-la.
Nhận thấy con trai vẫn còn ưu tư, vua Tịnh-phạn đã cho xây dựng 3 lâu đài: Lâu đài mùa xuân, lâu đài mùa thu, lâu đài mùa đông để thái tử hưởng thụ, nhằm lung lay ý định xuất gia của ông. Ngoài ra, vua cũng đưa ra điều kiện: thái tử phải sinh được một người con trai thì mới được xuất gia. Nhưng Thái tử và công chúa Da-du-đà-la chỉ sống thanh tịnh như đôi bạn thì không thể đáp ứng yêu cầu của vua cha. 
Theo kinh điển, công chúa Da-du-đà-la đã cầu nguyện các vị Chư thiên ban cho mình một đứa con. Do nhân duyên hội đủ để đáp ứng yêu cầu của vua Tịnh-phạn và sự đầy đủ tâm thành trong lời cầu nguyện của công chúa, một vị Chư thiên đã chấp nhận thỉnh cầu đó, một vị đã nhập thai và trở thành con của thái tử. Trong 32 tướng tốt của Đức Phật, có một quý tướng là Âm mã tàng, đây là quý tướng chỉ xuất hiện ở người đã rất nhiều tiền kiếp sống chánh hạnh mới có.
Theo mô tả của các kinh điển Phật giáo, các dục lạc cũng không thể giữ chân Tất-đạt-đa. Do nhân duyên không thể tránh khỏi, sau bốn lần ra bốn cửa thành và thấy cảnh người già, người bệnh, người chết và một vị tu sĩ, thái tử Tất-đạt-đa phát tâm tu hành. Rồi trong một đêm, ông lặng lẽ từ biệt hoàng cung, quyết định sống cảnh không nhà của một tu sĩ. 
Tương truyền rằng, cả bốn người trong cảnh ngộ vừa kể là do các vị thần trên thiên giới biến hóa thành nhằm nhắc nhở ông lên đường tu thành Phật quả. Tất-đạt-đa thấy rằng ba cảnh đầu tượng trưng cho cái Khổ trong thế gian và hình ảnh tu sĩ chính là sứ mệnh cuộc đời của ông.

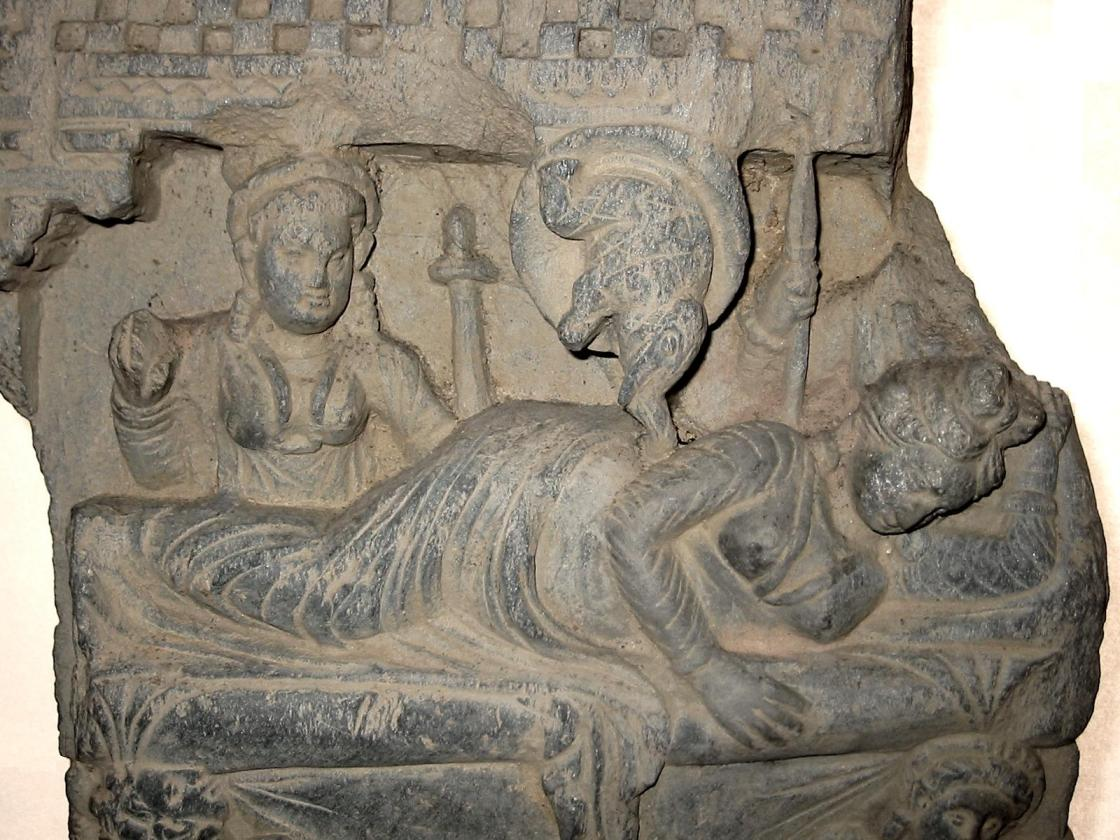
Giấc mơ thấy voi trắng vào bụng của hoàng hậu Maya.
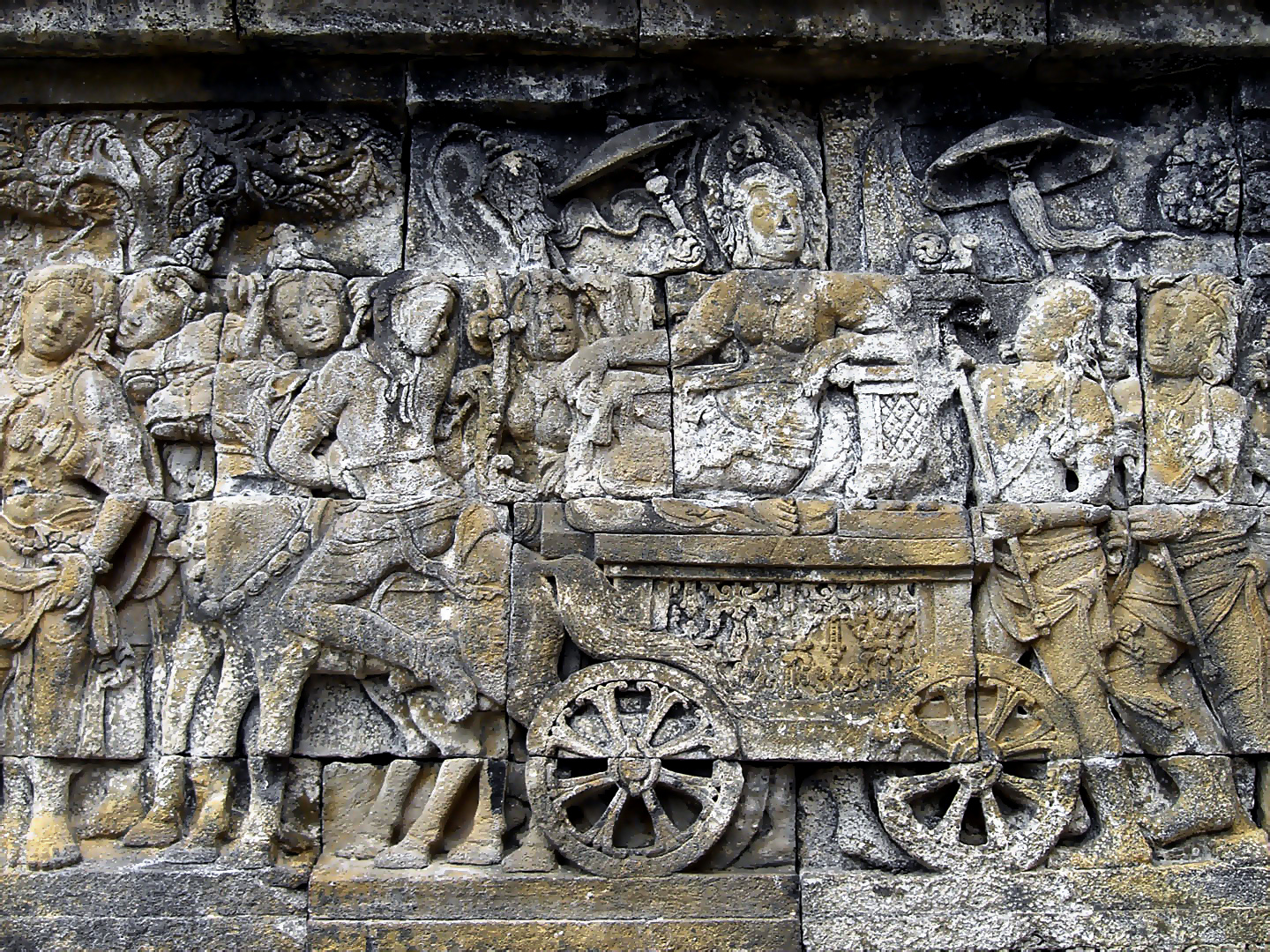
Hoàng hậu Ma-da trên xe ngựa ghé qua Lâm-tì-ni.
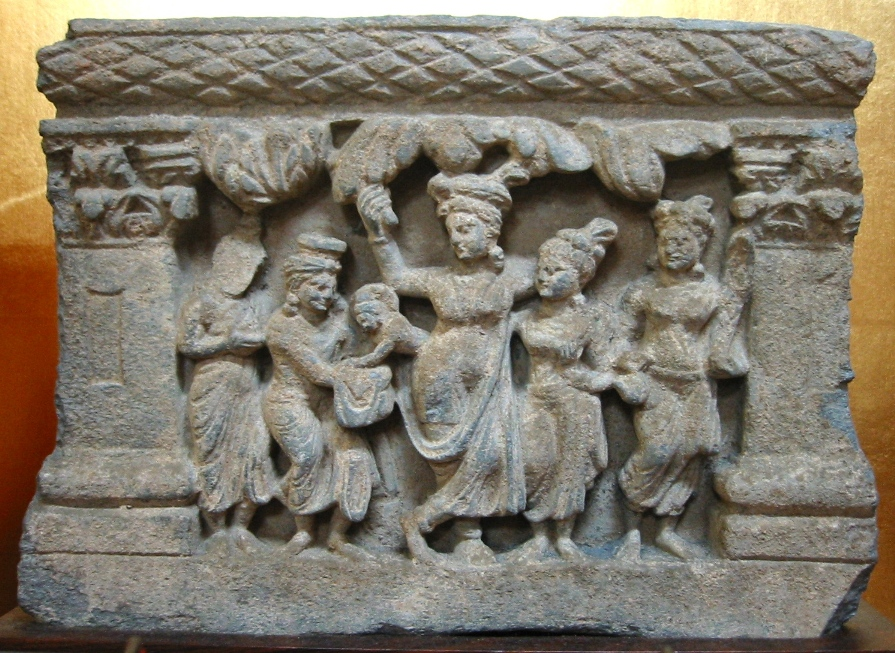
Thái tử ra đời từ hông phải gần Lâm-tì-ni.
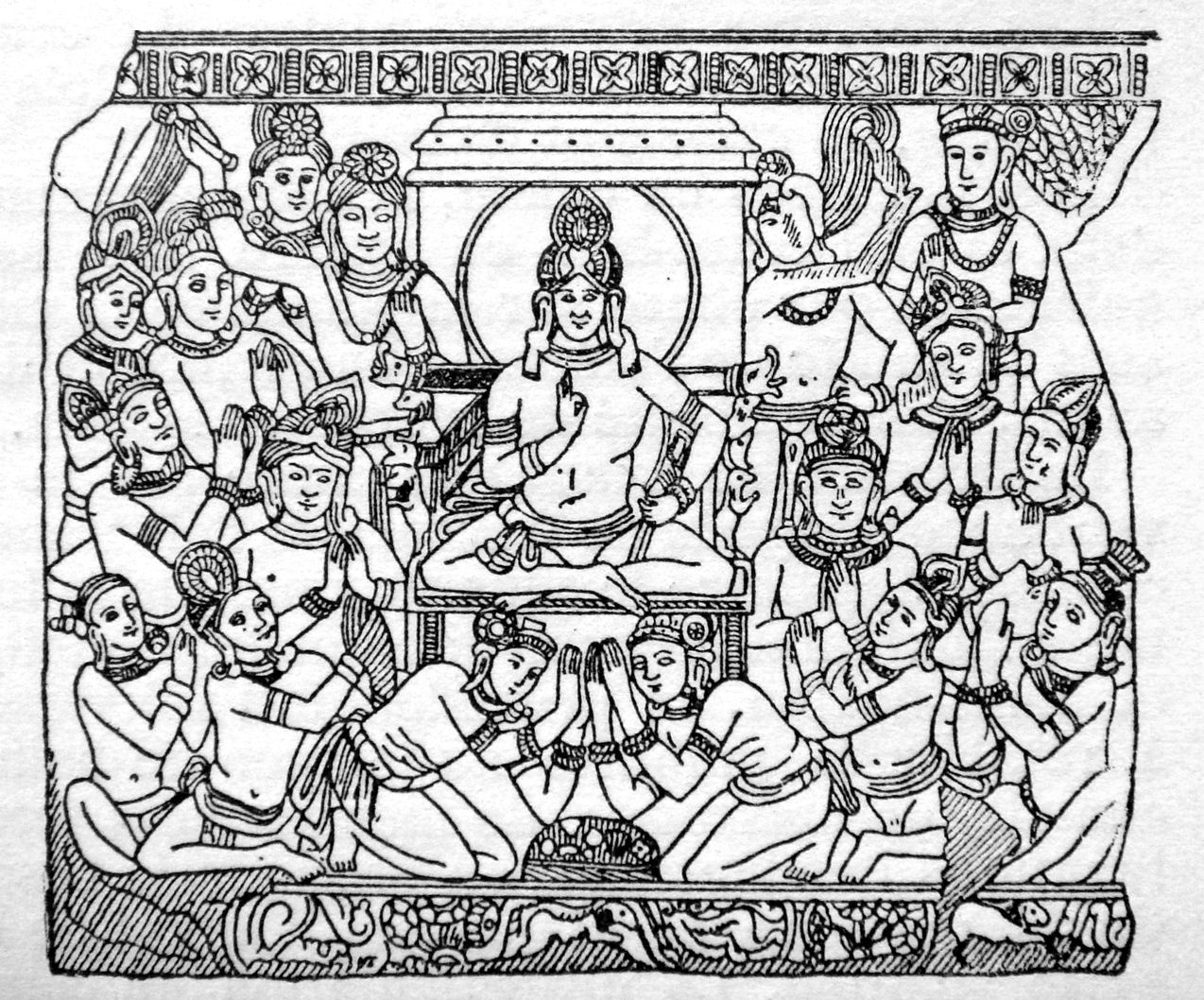
Vua Tịnh-phạn và đoàn tùy tùng.

### Xuất gia
Năm 29 tuổi, công chúa Da-du-đà-la hạ sinh một bé trai. Tất-đạt-đa thấy rằng việc có con khiến cho mong muốn rời nhà đi tu trở nên khó khăn hơn, nên đặt tên đứa trẻ là La-hầu-la (nghĩa là Chướng ngại).
Một đêm, Tất-đạt-đa hạ quyết tâm từ bỏ cuộc sống xa hoa, lìa cung điện bất chấp nỗ lực ngăn cản của cha mình. Trong đêm tối, Tất-đạt-đa gọi người nô bộc trung thành là Sa-nặc (Channa) lấy con ngựa Kiền Trắc (Kanthaka) rồi ra đi. Khi tới bờ sông A-nặc-mã (Anomà), Thái tử dừng lại, bỏ ngựa, cạo râu, cắt tóc, trao y phục và đồ trang sức cho Sa-nặc, lệnh cho Sa-nặc trở về thông báo việc này cho phụ hoàng. Sử sách Phật giáo xác định rằng đó là rạng ngày mồng 8 tháng 2 năm 595 trước công nguyên, và gọi đó là cuộc "Đại xả li" hoặc "Đại xuất hành" (cuộc ra đi vĩ đại)

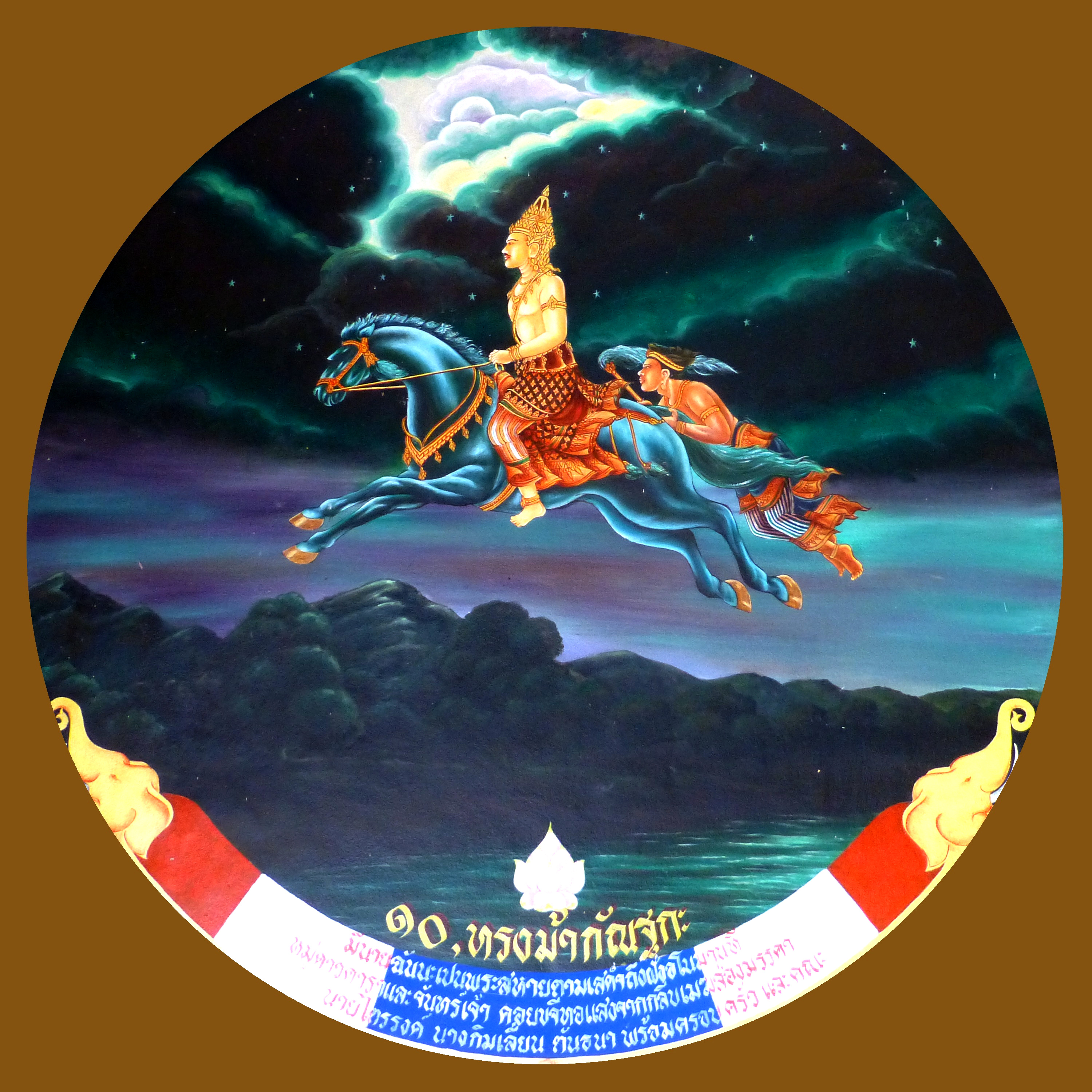
Tranh vẽ cảnh Tất-đạt-đa cưỡi ngựa Kiền Trắc rời hoàng cung, bám theo sau là người hầu Sa-nặc

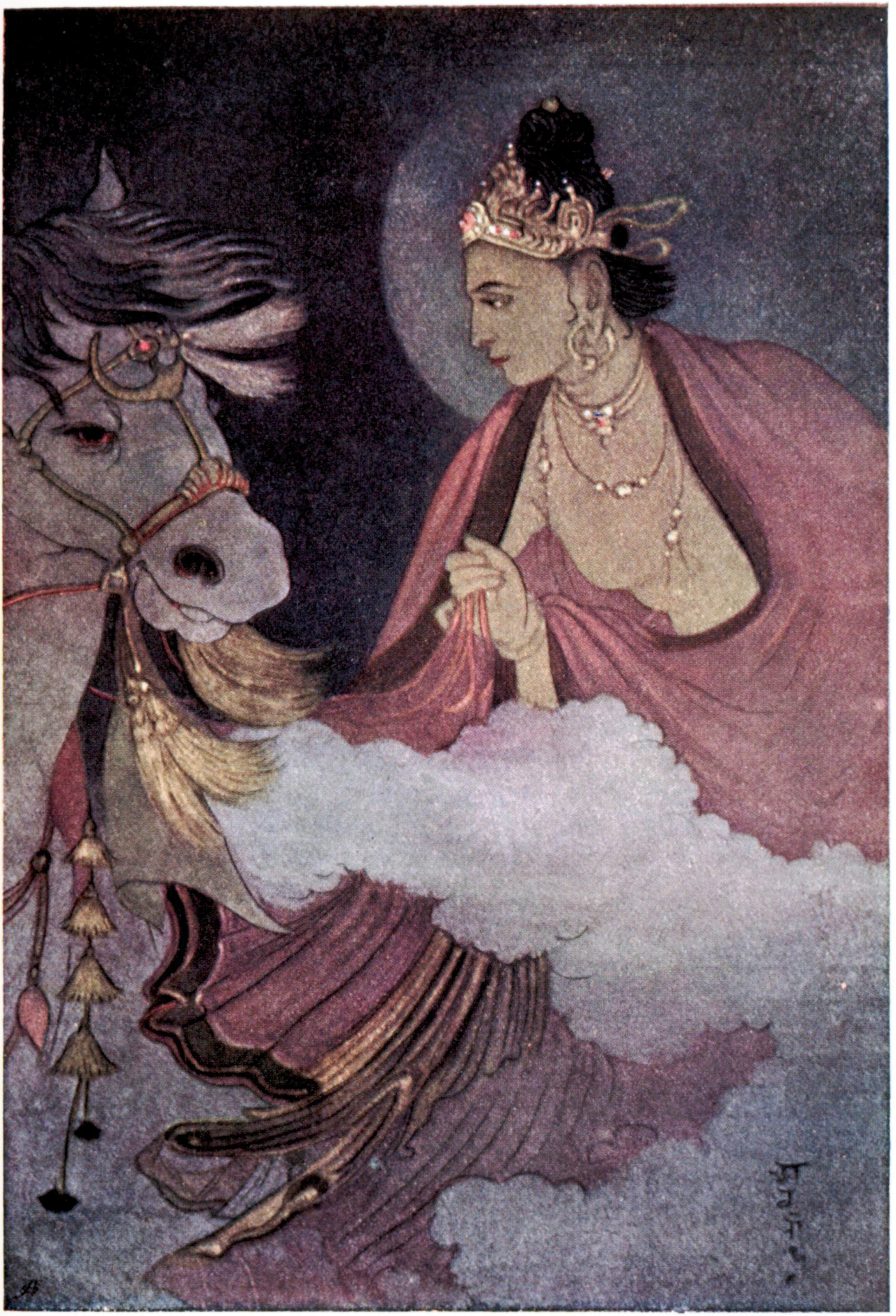
Bức tranh kể về Tất-đạt-đa và ngựa Kiền Trắc lên đường xuất gia

Tương truyền rằng, các vị trời trên thiên giới đã phù phép để các lính canh ngủ gục, giúp chuyến ra đi của thái tử Tất-đạt-đa diễn ra thuận lợi. Khi tới bờ sông A-nặc-mã, Thái tử dừng lại, cắt tóc và ném mớ tóc lên trời, mớ tóc không rơi xuống mà bay vút lên không trung rồi biến mất, do vua trời Đế Thích (Śakra) đã hứng lấy mớ tóc đó đem về thờ phụng trong bảo tháp trên cõi trời Đao Lợi (Tavatimsa) (một cung trời trong quan điểm Phật giáo). Sau khi trở về, ngựa Kiền Trắc vô cùng buồn bã, bỏ ăn mấy ngày rồi chết. Nhờ thiện nghiệp đưa thái tử đi xuất gia, ngựa Kiền Trắc được tái sanh làm một vị tiên nam trên cung trời Đao Lợi, về sau vị thần này đã được gặp tôn giả Mục-kiền-liên (Moggallāna) - 1 trong 2 đại đệ tử của Phật, và kể lại chuyện tái sinh của mình.
Khi kể lại câu chuyện, vị thần Kiền Trắc có những vần thơ mô tả lại cảnh tượng này như sau:
Vào nửa đêm vương tử xuất gia.
Đi tìm giác ngộ, giã từ nhà
Ngài bảo tôi, vừa thúc mạn sườn:
"Hãy mang ta, hỡi bạn hiền thương
Khi nào giác ngộ đường vô thượng
Ta sẽ giúp người khắp thế gian".
Khi biết hoàng nam Tịnh Phạn Vương,
Đại danh lừng lẫy, cưỡi lưng mình
Với tâm phấn khởi, đầy hoan hỉ
Ta rước người vô thượng chí tôn.
Vượt qua đất nước khắp của người,
Khi mặt trời lên đã quá xa,
Ngài bước đi, lòng không luyến tiếc
Bỏ ta cùng với chú Sa-nặc.
Và ta kêu khóc nhìn theo mãi,
Khi thấy Ngài đi, bậc Đại hùng.
Tất-đạt-đa bắt đầu thử cùng tu khổ hạnh với nhiều nhóm tăng sĩ khác nhau. Ông quyết tâm tìm cách diệt khổ và tìm mọi đạo sư với các giáo phái khác nhau. Theo truyền thống Ấn Độ bấy giờ chỉ có con đường khổ hạnh mới đưa đến đạt đạo. Các vị đạo sư khổ hạnh danh tiếng thời đó là A-la-la Ca-lam (阿羅邏迦藍, sa. ārāda kālāma, pi. āḷāra kālāma) và Ưu-đà-la La-ma tử (優陀羅羅摩子, sa. rudraka rāmaputra, pi. uddaka rāmaputta). Nơi A-la-la Ca-lam, Tất-đạt-đa nhanh chóng đạt đến cấp Thiền Vô sở hữu xứ (sa. ākimcanyāyatana, pi. ākiñcaññāyatana), nơi Ưu-đà-la La-ma tử thì học đạt đến cấp Phi tưởng phi phi tưởng xứ (sa. naivasamjñā-nāsaṃñāyatana, pi. nevasaññā-nāsaññāyatana), là trạng thái siêu việt nhất của thiền định.
Nhưng Tất-đạt-đa cũng không tìm thấy nơi các vị đó lời giải cho thắc mắc của mình. Ngay cả cấp độ thiền định cao nhất là "Phi tưởng phi phi tưởng xứ" cũng chưa đạt đến mức độ triệt để cho việc giải thoát khỏi khổ đau, không phải là chân lý tối hậu, nên ông quyết tâm tự mình tìm đường giải thoát. Có 5 Tỳ-kheo (năm anh em ngài Kiều Trần Như, (Kondañña) đồng hành cùng ông.
Sau 5 năm tu khổ hạnh, có lúc gần kề cái chết, Tất-đạt-đa nhận ra đó không phải là cách tu dẫn đến giác ngộ, nên ông bắt đầu ăn uống bình thường, 5 Tỳ-kheo kia thất vọng bỏ đi. Cách tu cực khổ được Phật nhắc lại sau khi thành đạo như sau:

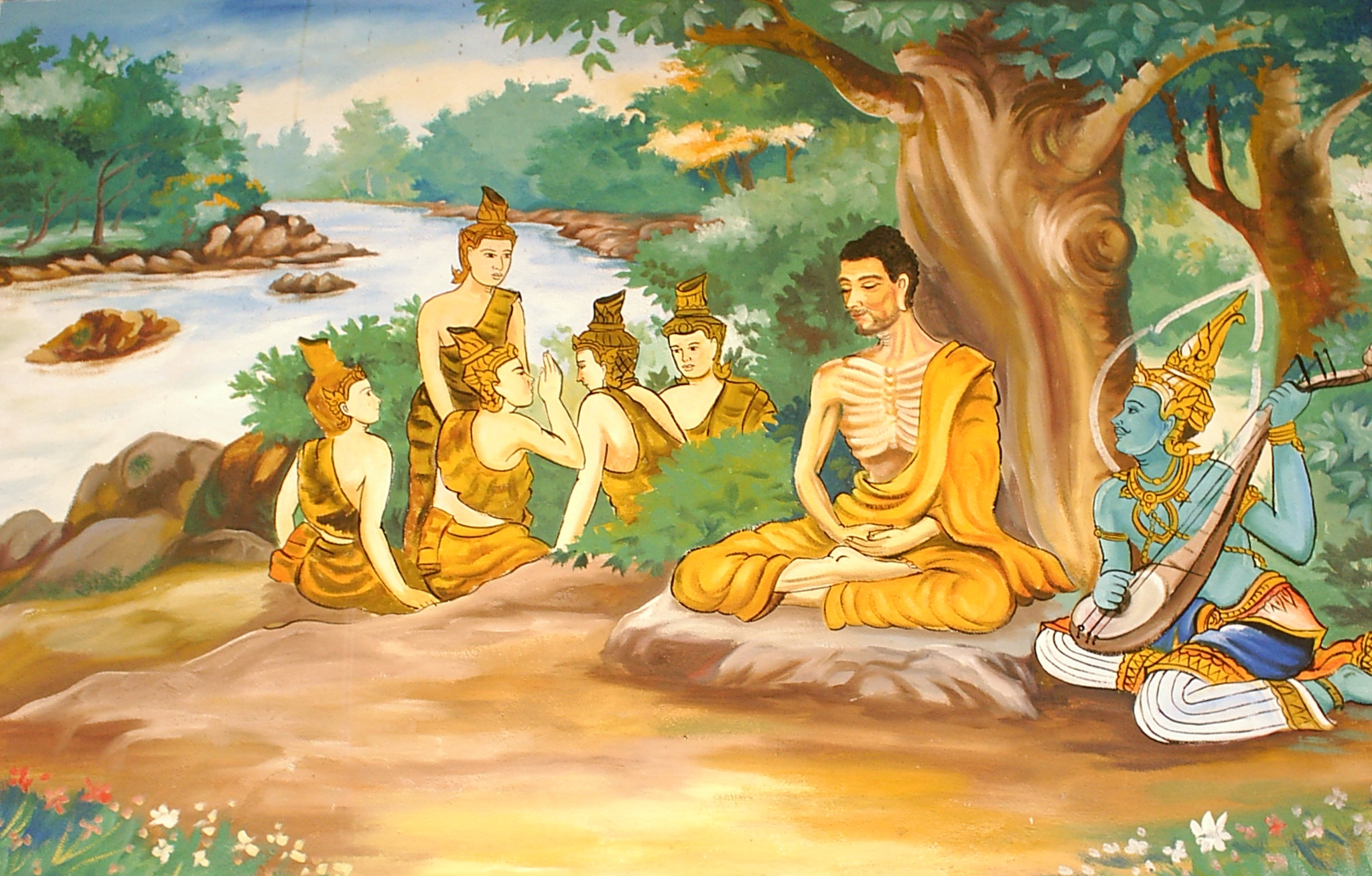
Tranh vẽ cảnh Tất-đạt-đa tu khổ hạnh với năm anh em Kiều Trần Như

Này Aggivessana, rồi Ta tự suy nghĩ như sau: "Ta hãy giảm thiểu tối đa ăn uống, ăn ít từng giọt một, như súp đậu xanh, súp đậu đen hay súp đậu hạt hay súp đậu nhỏ". Và này Aggivessana, trong khi Ta giảm thiểu tối đa sự ăn uống, ăn từng giọt một, như súp đậu xanh, súp đậu đen hay súp đậu hột hay súp đậu nhỏ, thân của Ta trở thành hết sức gầy yếu. Vì Ta ăn quá ít, tay chân Ta trở thành như những cọng cỏ hay những đốt cây leo khô héo; vì Ta ăn quá ít, bàn chân của Ta trở thành như móng chân con lạc đà; vì Ta ăn quá ít, xương sống phô bày của Ta giống như một chuỗi banh; vì Ta ăn quá ít, các xương sườn gầy mòn của Ta giống như rui cột một nhà sàn hư nát; vì Ta ăn quá ít, nên con ngươi long lanh của Ta nằm sâu thẳm trong lỗ con mắt, giống như ánh nước long lanh nằm sâu thẳm trong một giếng nước thâm sâu; vì Ta ăn quá ít, da đầu Ta trở thành nhăn nhiu khô cằn như trái bí trắng và đắng bị cắt trước khi chín, bị cơn gió nóng làm cho nhăn nhíu khô cằn. Này Aggivessana, nếu Ta nghĩ: "Ta hãy rờ da bụng", thì chính xương sống bị Ta nắm lấy. Nếu Ta nghĩ: "Ta hãy rờ xương sống", thì chính da bụng bị Ta nắm lấy. Vì Ta ăn quá ít, nên này Aggivessana, da bụng của Ta đến bám chặt xương sống. Này Aggivessana, nếu Ta nghĩ: "Ta đi đại tiện, hay đi tiểu tiện" thì Ta ngã quỵ, úp mặt xuống đất, vì Ta ăn quá ít. Này Aggivessana, nếu Ta muốn xoa dịu thân Ta, lấy tay xoa bóp chân tay, thì này Aggivessana, trong khi Ta xoa bóp chân tay, các lông tóc hư mục rụng khỏi thân Ta, vì Ta ăn quá ít. Lại nữa, này Aggivessana, có người thấy vậy nói như sau: "Sa-môn Cồ-đàm có da đen". Một số người nói như sau: "Sa-môn Cồ-đàm, da không đen, Sa-môn Cồ-đàm có da màu xám". Một số người nói như sau: "Sa-môn Cồ-đàm da không đen, da không xám". Một số người nói như sau: "Sa-môn Cồ-đàm da không đen, da không xám, Sa-môn Cồ-đàm có da màu vàng sẫm". Cho đến mức độ như vậy, này Aggivessana, da của Ta vốn thanh tịnh, trong sáng bị hư hoại vì Ta ăn quá ít".
Ông có thể bền bỉ vượt qua 6 năm khổ hạnh một phần nguyên nhân là do từ bé, ông đã được sự dạy dỗ về võ thuật và đặc biệt là bộ môn Yoga. Ngoài ra, do sự tập luyện của ông đã đạt đến mức độ xuất sắc, nên mới đủ để vượt qua những thử thách khốc liệt về sức khỏe.
Không đạt giải thoát với cách tu khổ hạnh, ông từ bỏ cách tu này. Quả quyết rằng mình đã đi đến chỗ cùng cực của công phu tu khổ hạnh và khổ hạnh không dẫn đến giác ngộ, ông tìm phương pháp khác, và nhớ lại một kinh nghiệm thời thơ ấu, lúc đang ngồi thiền dưới gốc cây mận:
Này Aggivessana, rồi Ta suy nghĩ như sau: "Ta biết, trong khi phụ thân Ta, thuộc dòng Thích-ca (Shakya) đang cày và Ta đang ngồi thiền dưới bóng mát cây diêm-phù-đề (jambu), Ta li dục, li pháp bất thiện chứng và trú Thiền thứ nhất, một trạng thái hỉ lạc do li dục sinh, có tầm, có tứ". Khi an trú như vậy, Ta nghĩ: "Đạo lộ này có thể đưa đến giác ngộ chăng?" Và này Aggivessana, tiếp theo ý niệm ấy, ý thức này khởi lên nơi Ta: "Đây là đạo lộ đưa đến giác ngộ". Này Aggivessana, rồi Ta suy nghĩ: "Ta có sợ chăng lạc thụ này, một lạc thọ li dục, li pháp bất thiện?" Này Aggivessana, rồi Ta suy nghĩ: "Ta không sợ lạc thụ này, một lạc thọ li dục, li pháp bất thiện".

### Đạt tới giác ngộ
Sau 6 năm tu khổ hạnh không đạt kết quả, Tất-đạt-đa quyết định ăn uống bình thường trở lại và đi đến Giác Thành. Tất-đạt-đa thường đến bờ sông Nairanjana (Ni-liên-thiền, hiện nay là sông Phalgu) ngồi thiền định trên bãi cát. Một hôm, có hai cô bé chăn bò tên: Nan-đà Nanda và Ba-lạp (Balap) đang dắt bò xuống sông tắm thì thấy Tất-đạt-đa đang ngồi thiền định, họ sanh lòng kính mến liền tự tay vắt lấy sữa bò, nấu chín rồi dâng lên. Tất-đạt-đa ăn xong cảm thấy thân thể khoẻ mạnh.
Đến ngày thứ 49, Tất-đạt-đa ngồi thiền định dưới gốc cây cổ thụ Ni-câu-đà (cách cây Bồ-đề khoảng 150 m về hướng đông), sắp đi khất thực, thì có hai chị em nàng Tu-Xà-Đề (Sujata), con ông trưởng làng Senani, mang bát cháo sữa (kheer) đến cúng vị Thần gốc cây để tạ ơn. Khi thấy Tất-đạt-đa đang tĩnh tọa, hào quang của ông sáng tỏa làm cho Sujata tưởng rằng vị Thần cây đang hiện thân, hai nàng đặt bát cháo sữa bằng vàng trước mặt, cung kính đảnh lễ rồi ra về. Sau khi ăn xong bát cháo sữa, Tất-đạt-đa thấy cơ thể khỏe mạnh lạ thường nên không đi khất thực mà xuống sông Ni-liên-thiền tắm, tâm trạng ông vô cùng phấn chấn, cảm thấy sắp đạt thành tựu viên mãn.
Tương truyền rằng sau khi rửa bát xong, ông để cái bát bằng vàng trên dòng nước và nguyện rằng: "Nếu hôm nay ta được chứng quả thành Phật, thì nguyện cho cái bát nầy nổi trên mặt nước và trôi ngược lại dòng sông". Quả nhiên cái bát nổi trên mặt nước và trôi ngược lại dòng sông 80 sải tay, đến khi gặp phải một xoáy nước mạnh thì chìm xuống đáy sông, làm chấn động cả Long cung, đúng nơi có 3 chiếc bát vàng của 3 vị Phật đắc đạo trước Tất-đạt-đa trong Hiền kiếp này (Phật Câu Lưu Tôn, Phật Câu Na Hàm Mâu Ni, Phật Ca Diếp)
Sau đó, Tất-đạt-đa đi trở lên bờ, đến cội Bồ-đề ở Bồ-đề Đạo Tràng hay Bồ Đề Già Da (Bodh Gaya) và phát nguyện rằng: sẽ nhập định không rời chỗ ngồi cho đến lúc đắc đạo, tìm ra nguyên nhân và cơ chế của Khổ. Trước khi ngồi, ông thầm nghĩ làm thế nào có một tòa ngồi cho yên tĩnh, trang nghiêm. Bỗng một em bé tên là Sotthiya (hoặc Svastika, nghĩa là Cát-Tường) gánh cỏ đi ngang qua đó, ông gọi lại hỏi xin một mớ cỏ để làm tòa ngồi. Em bé cung kính dâng ông sáu bó cỏ sắc (kusha) mềm mại và có hương thơm. Ông xấp cỏ thành tọa cụ và bồ đoàn, ngồi kiết già, lưng thẳng đứng hướng về phía gốc cây, mặt hơi cúi xuống nhìn về hướng đông, phía bờ sông Ni-liên-thiền.
Đêm hôm đó, Tất-đạt-đa bắt đầu thực hành các pháp thiền định. Cuối cùng, ông đạt Diệt-Thọ-Tưởng định (Nirodha-samapatti), tỏa ra uy năng chiếu khắp Tam giới (Dục giới, Sắc giới, Vô sắc giới). Ma vương Thiên ma (Ba-tuần - vua cõi trời Tha Hóa Tự Tại) không muốn ông đắc đạo, đã quấy nhiễu bằng nhiều phương thức nhưng cuối cùng đều thất bại. Ba cô con gái của ma vương tên là Ái Dục (Tanhā), Bất Mãn (Aratī) và Tham Vọng (Ragā) hóa ra ba nàng tiên tuyệt đẹp để quyến rũ nhưng cũng chịu thất bại.
Sau khi hàng phục ma vương xong, Tất-đạt-đa tiếp tục nhập Diệt-Thọ-Tưởng định và bắt đầu chứng đắc các đạo quả:
- Tận diệt các vi tế phiền não (Kammavasa) còn ẩn náu trong tâm làm nghiệp nhân cho Sinh Tử Luân Hồi (Samsara). Đến canh một đêm đó, ông chứng Túc Mạng Minh (Pubbe-nivasanussati-nana), biết rõ tất cả các tiền kiếp của ông (ở thời đại nào, tên gì, sanh trưởng thế nào, sinh sống ra sao, vui thích và đau khổ thế nào, tạo nghiệp gì, chết thế nào, rồi tái sinh thế nào...)
- Tận diệt các vi tế vô minh (Avidyasava). Đến canh ba, ông chứng Thiên Nhãn Minh (Cutupapata-nana), biết rõ tất cả sự biến chuyển của vạn vật qua các giai-đoạn thành, trụ, hoại, không; và biết rõ tất cả chúng sanh (ở thời đại nào, tên gì, sanh trưởng thế nào, sinh sống ra sao, vui thích và đau khổ thế nào, tạo nghiệp gì, chết cách nào, rồi tái sinh thế nào...). Ông biết rõ tất cả nhân duyên nghiệp báo của chúng sinh, từ đó nhìn thấu được luật Nhân-Quả và Luân hồi.
- Tìm ra phương cách giúp chúng sinh chấm dứt phiền não và vô minh, đạt đến giác ngộ hoàn toàn, thoát ra khỏi vòng Sinh Tử Luân Hồi. Đến canh năm, ông chứng Lậu Tận Minh (Asavakkhaya-nana): Do đã biết rõ tất cả các tiền kiếp của chính bản thân mình và của mỗi chúng sinh, nên ông nhận thấy rõ ràng đâu là khổ, đâu là nguyên nhân của khổ, đâu là hạnh phúc chân thật vĩnh cửu và làm thế nào để đạt được nó. Ông đã tìm ra Tứ Thánh Đế (Khổ, Tập, Diệt, Đạo).

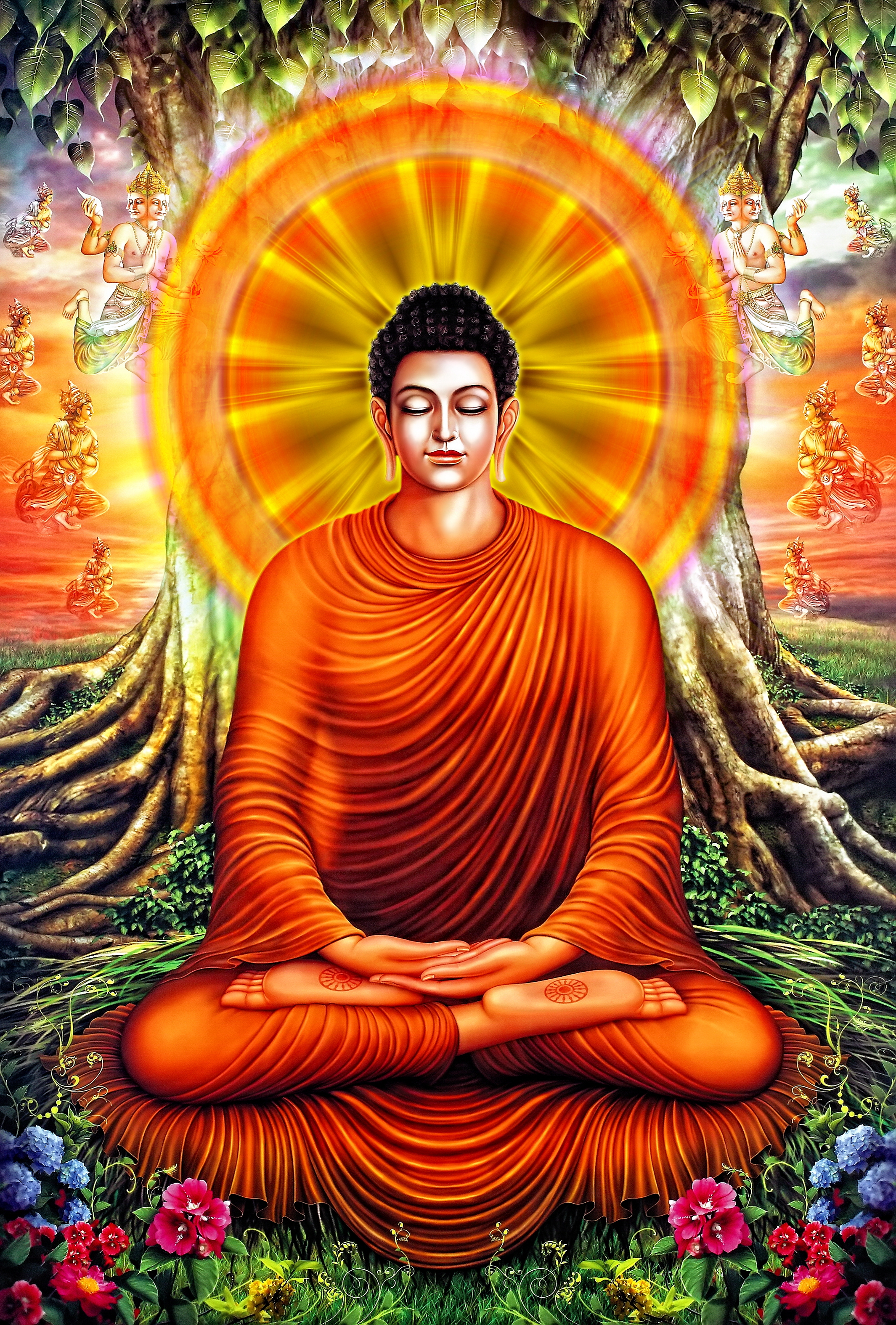
Tranh vẽ cảnh thái tử Tất-đạt-đa đạt tới giác ngộ

Theo sử Phật giáo, đó là ngày mùng 8 tháng chạp âm lịch năm 589 TCN. Ở tuổi 35, Tất-đạt-đa đã đạt tới giác ngộ, trở thành Phật toàn giác, là bậc Vô thượng Chánh đẳng Chánh giác (anuttara samma sambodhi), là đức Phật Thích Ca Mâu Ni (Shakyamuni) với Thập hiệu:
1. Như Lai (如來) (tathāgata), là "Người đã đến như thế" hoặc "Người đã đến từ cõi Chân như"; tuệ giác của Đức Phật như Mặt Trời soi sáng khắp thế gian, xóa tan đêm tối vô minh.
2. Ứng Cúng (應供) (arahant), dịch nghĩa là A La Hán, là "Người đáng được cúng dường", đáng được tôn kính.
3. Chánh Biến Tri (正遍知) (samyaksaṃbuddha), dịch theo âm là Tam-miệu-tam-phật-đà, là "Người hiểu biết đúng tất cả các pháp".
4. Minh Hạnh Túc (明行足) (vidyācaraṇasaṃpanna), nghĩa là "Người có đủ trí huệ và đức hạnh", tức là có đầy đủ tam minh (Túc Mạng Minh, Thiên Nhãn Minh, Lậu Tận Minh) và ngũ hạnh (Thánh Hạnh, Phạm Hạnh, Thiên Hạnh, Anh Nhi Hạnh, Bệnh Hạnh).
5. Thiện Thệ (善逝) (sugata), là "Người đã đi một cách tốt đẹp"
6. Thế Gian Giải (世間解) (lokavid), là "Người đã thấu hiểu thế giới"
7. Vô Thượng sĩ (無上士) (anuttarapuruṣa), là "bậc tu hành tối cao, không ai vượt qua"
8. Điều Ngự Trượng Phu (調御大丈夫) (puruṣadamyasārathi), nghĩa là  có khả năng điều phục những người hiền và ngự phục những kẻ ác theo về chính đạo.
9. Thiên Nhân Sư (天人師) (devamanuṣyānāṃ śāstṛ), là "Bậc thầy của cõi người và cõi trời"
10. Phật Thế Tôn (佛世尊) (buddhalokanātha, buddhalokajyeṣṭha, bhagavān), là "Bậc giác ngộ được thế gian tôn kính"

Từ thời điểm đó, Siddhārtha biết mình là Phật, là một bậc Giác ngộ, và biết rằng mình sẽ không còn tái sinh một lần nào nữa. Kinh nghiệm giác ngộ được ghi lại trong kinh sách theo chính lời của Siddhārtha như sau:
"... Sau khi hoàn lại sinh lực (sau khi tu khổ hạnh vô ích), ta chú tâm giải thoát khỏi những tư tưởng tham ái, bất thiện và đạt được sơ thiền, sau đó nhị thiền, tam thiền và tứ thiền, nhưng những cảm giác hỉ lạc này không để lại dấu vết gì trong tâm ta.
Khi tâm ta được an tịnh, thanh lọc, không bị dục vọng cấu uế, nhạy bén, chắc chắn, bất động, ta hướng nó về những ký ức và nhận thức về các kiếp trước. Ta nhớ lại nhiều tiền kiếp, một, hai, ba, bốn, năm,..., trăm ngàn kiếp trước, nhớ những chu kì của thế giới. 'Nơi đó ta đã sống, tên của ta đã như thế, gia đình của ta là như thế, nghề nghiệp của ta, giai cấp xã hội của ta... Ta đã chết như vầy...' Sự hiểu biết (sa. vidyā, pi. vijjā) đầu tiên này ta đã đạt được trong canh đầu...
Sau đó ta chú tâm đến sự sinh thành và hoại diệt của chúng sinh. Với con mắt của chư thiên, trong sáng, siêu việt mọi giới hạn nhân thế, ta thấy chúng sinh hình thành và tiêu hoại,... chúng sinh tái sinh theo nghiệp lực. Ta nhận ra rằng 'Chúng sinh tạo nghiệp bất thiện qua ba ải thân khẩu ý đều chìm đắm sau khi chết, tái sinh trong đoạ xứ, địa ngục. Các chúng sinh nào tạo thiện nghiệp bằng thân khẩu ý được tái sinh trong thiện đạo, sau khi chết được lên cõi thiên'... Sự hiểu biết thứ hai này ta đã đạt được trong canh hai.
Sau đó ta chú tâm nhận thức về sự tiêu diệt các lậu hoặc (漏, sa. āsrava, pi. āsava) và nhìn nhận như thật: 'Đây là khổ, đây là nguyên nhân của khổ, đây là phương pháp tiêu diệt khổ, đây là con đường tiêu diệt khổ', và khi ta nhận thức được điều này, tâm ta thoát khỏi dục vọng, ham muốn tồn tại, vô minh. Ta tự hiểu chân lý 'Tái sinh ta đã đoạn, cuộc sống tu tập của ta đã hoàn tất, ta đã hoàn thành những gì phải làm. Cuộc sống (khổ đau) này ta đã vượt qua'... Sự hiểu biết thứ ba này ta đã đạt được trong canh ba..."
Tất-đạt-đa lúc đó biết rằng kinh nghiệm giác ngộ của mình không thể dùng ngôn từ hay bất cứ một cách nào khác để truyền đạt, cũng như ông thấy con người đã bị áp đảo bởi vô minh, tham lam và thù hận nên họ rất khó có thể nhận ra "con đường giác ngộ", vốn rất sâu sắc và khó nắm bắt. Tất-đạt-đa nghĩ rằng: "Giáo pháp mà Ta đã chứng ngộ quả thật thâm diệu, khó nhận thức, khó lãnh hội, vắng lặng, cao siêu, không nằm trong phạm vi lý luận, rất tế nhị, chỉ có bậc hiền thánh mới thấu hiểu. Nếu Như Lai truyền dạy giáo pháp ấy thì kẻ khác sẽ không hiểu được. Thật hoài công! Người còn mang nặng tham ái và sân hận không dễ gì thấu triệt. Người tham ái chìm đắm trong đêm tối, không thấy được giáo pháp, vì bị tham ái bao phủ như đám mây đen kịch. Giáo Pháp đi ngược dòng đời, sâu kín, thâm diệu, khó nhận thức và rất tế nhị". Nên ông tiếp tục yên lặng ngồi quán chiếu tâm chúng sinh dưới gốc cây Bồ-đề một thời gian là 7 tuần lễ.
Sau đó, có một vị thiên vương Phạm Thiên là Sahampati đã thỉnh cầu Tất-đạt-đa hoằng dương chánh pháp (trong thời xa xưa, tiền kiếp của vị Phạm Thiên này là bạn của Jotipala - tiền kiếp của Tất-đạt-đa vào đời Phật Ca Diếp). Ông sử dụng Thiên nhãn và nhận thấy một số chúng sinh có duyên lành với ông có thể được hóa độ và trở thành những bậc Thánh. Với lòng thương yêu chúng sinh, Ông chấm dứt sự yên lặng và quyết định chuyển Pháp Luân, dựa vào căn cơ của chúng sinh để thuyết Pháp cứu độ. Từ đó ông có danh hiệu Thích Ca Mâu Ni (Shakyamuni) — "Trí giả của dòng dõi Thích-ca".

### Thành lập tăng đoàn và truyền giảng giáo lý
Xem thêm: Trapusa và Bahalika, Thập đại đệ tử
49 ngày sau khi đắc đạo, Phật chỉ thiền định, không ăn uống. Đến ngày từ 49, có hai thương gia người Miến Điện tên Tapassu và Bhallika từ Ukkala (hiện nay là Orissa) đến. Hai thương gia sửa soạn bột rang và mật ong rồi đến trước Phật rồi cung kính dâng lên. Phật nhận lãnh rồi khuyên 2 thương gia quy y Phật và quy y Pháp, thọ trì năm giới để được phước báo lâu dài. Hai thương gia đồng ý, xin Phật thu nhận vào hàng thiện tín (Upāsaka, nam cư sĩ). Đó là hai thiện tín đầu tiên đã quy y Nhị Bảo (Phật và Pháp, khi đó chưa có Tăng) và là hai vị Phật tử Tại gia đầu tiên. Sau khi đã được Đức Phật ban pháp quy y và truyền năm giới (không sát sanh, không trộm cắp, không tà dâm, không uống rượu, không nói dối), hai vị thương gia xin ông ít vật lưu niệm để luôn luôn tưởng nhớ đến ông. Đức Phật tặng cho hai vị 8 sợi tóc và móng tay, rồi ban lời tiên tri: "Các ông vậy là có đại nhân duyên. Mấy sợi tóc của Như Lai không phải đơn giản. Sau này, lúc Như Lai nhập diệt rồi, ở xứ các ông sẽ thịnh hành giáo pháp diệt khổ nhiều ngàn năm". Hai vị cung kính nhận lãnh, lạy tạ rồi mang về Miến Điện xây tháp thờ. Hiện nay, Phật giáo là quốc giáo của Miến Điện, 8 sợi tóc bảo vật này vẫn còn được giữ gìn cẩn thận trong bảo tháp của chùa Shwedagon tại thủ đô Rangoon (Ngưỡng Quang) của Miến Điện, được người Myanmar xem là quốc bảo.
Sau khi giác ngộ, Phật có ý định gặp 2 vị thầy cũ của mình là Alara Kalama và Uddaka Ramaputta (Uất-đầu-lam-phất) để truyền đạo, bởi 2 người đều là bậc tu sĩ đã đạt cảnh giới thiền rất cao, không còn bị che mắt bởi dục lạc. Nhưng cả hai vị đều đã qua đời cách đó ít lâu.

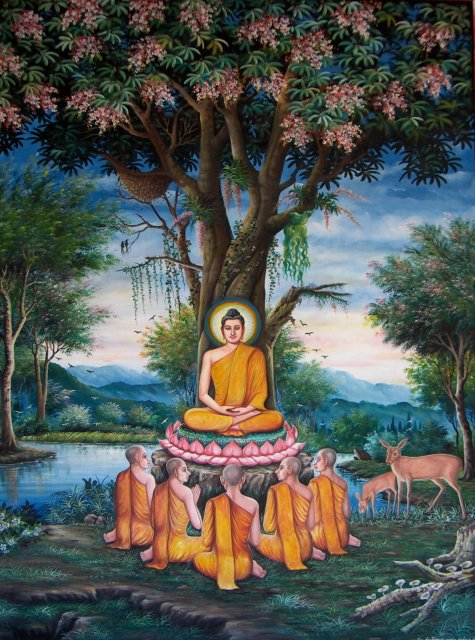
Tranh vẽ cảnh Tất-đạt-đa giảng đạo cho năm anh em Kiều Trần Như. Đây là 5 vị tỳ kheo đầu tiên của tăng đoàn Phật giáo

Ông quyết định tới gặp năm người bạn đồng tu xưa kia của mình đang ở tại vườn Nai gần Benarès (Ba-la-nại) và truyền dạy giáo lý của mình cho họ. Tất cả năm vị sau đó đều trở thành A-la-hán. Sự kiện này diễn ra vào một ngày trăng rằm, đúng hai tháng sau khi Tất-đạt-đa thành đạo. Trong bài thuyết pháp đầu tiên này, ông đề xướng con đường Trung đạo, một sự bác bỏ đối với hai thái cực khác nhau của các học thuyết của Ấn Độ thời đó:
| “               | Này các tỳ khưu, đây là hai cực đoan mà bậc xuất gia không nên thực hành: Đây là sự say đắm về dục lạc trong các dục, kém cỏi, thô thiển, tầm thường, không cao thượng, không đem lại lợi ích, và đây là sự gắn bó với việc hành hạ bản thân, đau khổ, không cao thượng, không đem lại lợi ích. Này các tỳ khưu, sau khi không tiếp cận cả hai cực đoan ấy, lối thực hành trung hòa đã được đức Như lai tự mình giác ngộ khiến cho mắt được thấy, khiến cho trí được sáng, dẫn đến tịch tịnh, thắng trí, hoàn toàn giác ngộ, Niết Bàn. Này các tỳ khưu, lối thực hành trung hòa ấy đã được đức Như lai tự mình giác ngộ khiến cho mắt được thấy, khiến cho trí được sáng, dẫn đến tịch tịnh, thắng trí, hoàn toàn giác ngộ, Niết Bàn là thế nào? Đó chính là Thánh Đạo Tám Chi Phần tức là sự hiểu biết chân chánh, suy nghĩ chân chánh, nói lời chân chánh, nghề nghiệp chân chánh, nuôi mạng chân chánh, tinh tấn chân chánh, ghi nhớ chân chánh, định tâm chân chánh... | ” |
| — Phật Thích-ca | |   |

Đức Phật bắt đầu giảng pháp bằng cách trình bày con đường dẫn đến kinh nghiệm giác ngộ và giải thoát. Trên cơ sở kinh nghiệm giác ngộ của mình, ông đã giảng Tứ diệu đế, Bát chính đạo, Vô ngã, Vô thường, Luân hồi, Duyên khởi, quy luật Nhân quả (Nghiệp) và nhiều bài pháp khác mở rộng phù hợp với căn cơ của nhiều người. Tại vườn Lộc Uyển ở Sarnath gần Ba-la-nại (Benares hay còn gọi là Varanasi), ông bắt đầu những bài giảng đầu tiên, gọi là "Chuyển Pháp luân".
Trong 45 năm tiếp đó, ông đi nhiều nơi, nhiều vùng miền ở lục địa Ấn Độ, giảng giải giáo pháp và điều này diễn ra liên tục từ năm này qua năm khác. Ông hay lưu trú tại Vương-xá (zh. 王舍城, sa. rājagṛha), Xá-vệ (zh. 舍衛城, sa. sāvatthī) và Phệ-xá-li (zh. 吠舍釐, sa. vaiśālī), sống bằng khất thực, không nhà ở cố định.
Thông qua những lời dạy của mình về chân lý, Tất-đạt-đa đã dần dần gây dựng được một đội ngũ đệ tử lớn gồm 4 thành phần: tỳ-kheo (nam tu sĩ), tỳ-kheo-ni (nữ tu sĩ), ưu-bà-tắc (nam cư sĩ, cận sự nam), ưu-bà-di (nữ cư sĩ, cận sự nữ). Trong hàng đệ tử tại gia của ông có những nhân vật quyền thế như vua Tần-bà-sa-la (zh. 頻婆娑羅, sa. bimbisāra) và vương hậu Vi-đề-hi (Vaideli) của xứ Ma-kiệt-đà, vua Ba-tư-nặc và vương hậu Mạt-lợi (Mallika) nước Kiều-tát-la. Chính Vua Tần-bà-sa-la đã dâng cung cho Tăng đoàn ngôi tu viện đầu tiên trong lịch sử Phật giáo, đó là Tịnh xá Trúc Lâm (Veluvana) tại kinh đô Vương-xá. Ngoài ra trưởng giả Cấp Cô Độc, một thương gia giàu có ở kinh thành Xá-vệ, cũng cúng dường cho giáo đoàn của Phật Thích-ca một ngôi tịnh xá trong khu vườn của Thái tử Kỳ-đà tại Xá-vệ, được kinh điển gọi là tịnh xá Kỳ Viên (Jetavana). Kinh Phật cho biết Cấp Cô Độc đã chở nhiều xe vàng và lót vàng khắp sân vườn để mua lại nó từ tay Thái tử Kỳ-đà, con trai quốc vương Ba-tư-nặc.
Các đệ tử quan trọng của ông là Thập đại đệ tử, trong đó có A-nan-đà (thị giả của Phật), Xá-lợi-phất (trí huệ đệ nhất), Mục-kiền-liên (thần thông đệ nhất), Ma-ha-ca-diếp (hạnh đầu đà đệ nhất), A-na-luật (thiên nhãn đệ nhất) và Phú-lâu-na. Trong đó, A-nan-đà gia nhập giáo hội 2 năm sau ngày thành lập, vào hạ thứ 19 thì tôn giả trở thành thị giả thân cận của Đức Phật. Tôn giả A-nan-đà nổi tiếng với trí nhớ phi thường, đã ghi nhớ tất cả những lời Phật dạy. Chính tôn giả là người đã đọc tụng lại tạng Kinh trong lần Kết tập kinh điển Phật giáo lần thứ nhất để các chư tăng ghi nhớ, do đó kinh Phật được bảo tồn tới ngày nay chính là bắt nguồn từ công lao của tôn giả (các đoạn kinh Phật được lưu truyền tới nay thường bắt đầu bằng cụm từ "Tôi nghe như vậy" hay âm Hán việt là "Như thị ngã văn", "tôi" ở đây chính là tôn giả A-nan-đà). Ngoài ra, tôn giả cũng là người đầu tiên cung Phật phát minh ra "áo cà sa" - trang phục thường ngày về sau của các chư tăng, chư ni nhà Phật
Cũng trong thời gian này, đoàn Tỳ-kheo-ni (sa. bhikṣuṇī, gồm các vị nữ tu) được thành lập do kế mẫu của Tất-đạt-đa là bà Ma-ha-ba-xà-ba-đề làm ni trưởng. Ban đầu, Phật Thích Ca không đồng ý nhận người nữ vào tăng đoàn, không phải vì ghét phụ nữ hoặc cho rằng nữ giới không thể tu đắc đạo, mà vì ông biết rằng điều này dễ làm phát sinh các vi phạm về sắc giới trong tăng đoàn. Phật tiên đoán rằng sự có mặt của nữ giới sẽ làm Tăng-già khó tu hành và dự đoán là thời mạt pháp vì lý do đó mà sẽ tới sớm hơn. Nếu tiếp nhận nữ giới, thời kỳ tượng pháp (thời kỳ giáo pháp của Phật được chư tăng duy trì vững vàng, chưa bị biến hoại) thay vì kéo dài 1000 năm, sẽ chỉ còn 500 năm mà thôi. Mặc dù vậy, nhờ sự cầu xin của A-nan-đà (Ananda) mà Phật chấp nhận thành lập ni đoàn, nhưng ông cũng chế định ra 8 giới luật nghiêm khắc với các Tỉ-khâu-ni để ngăn chặn việc phạm sắc giới trong tăng đoàn. Phật dạy đại đức A-nan-đà rằng: 
"Này A-nan-đà, nếu phụ nữ không được phép xuất gia và sống trong Pháp và Luật của Ta, thì cuộc sống Thánh hạnh của các đệ tử của Ta có thể giữ vững dài lâu, Chánh pháp cao cả của Ta có thể duy trì 1.000 năm, nhưng vì phụ nữ được phép xuất gia, cuộc sống Thánh của các đệ tử Ta sẽ không duy trì dài lâu, và từ nay Chánh pháp cao cả của Ta sẽ chỉ còn duy trì được 500 năm nữa mà thôi".
"Cũng thế, này A-nan-đà, có những ngôi nhà có nhiều phụ nữ và ít đàn ông, những ngôi nhà đó rất dễ bị mất trộm. Nếu để phụ nữ xuất gia, sống trong Pháp và Luật của Như Lai, cuộc sống Thánh của các đệ tử sẽ khó mà duy trì dài lâu. Cũng như một người đắp một con đê để ngăn một bể nước lớn, không để cho nước tràn qua. Ta cũng vậy, Ta chế định ra 8 giới điều nghiêm khắc trên là để ngăn ngừa không để cho Tỳ kheo ni vi phạm".
Cuộc đời ông cũng gặp nhiều người xấu muốn ám hại. Trong số đó có Đề-bà-đạt-đa, là người em họ, muốn giành quyền thống lĩnh Tăng-già nên rắp tâm tìm cách giết hại ông nhiều lần nhưng không thành. Tuy thế Đề-bà-đạt-đa đã chia rẽ được một số thành viên khỏi Tăng-già ở Phệ-xá-li. Tất-đạt-đa đi con đường trung đạo và tùy thuận chúng sinh, ngược lại Đề-bà-đạt-đa chủ trương một cuộc sống khổ hạnh cực đoan. Cho nên đến cuối đời, Đề-bà-đạt-đa vì phạm 2 trong 5 đại tôi là 'Làm thân Phật chảy máu' và 'Phá hòa hợp Tăng' cho nên Địa Cầu không thể dung chứa ông, mặt đất đã nứt ra và hút ông xuống địa ngục.

### Nhập Niết bàn
Trong kinh điển Pali, Phật Thích Ca tại thế tám mươi năm. Tuy trải qua suốt phần đời còn lại - 45 năm đi giảng dạy, nhưng ông lại lưu ý với các đệ tử rằng: Đối với chân lý, Như Lai chưa từng nói lời nào. Ý nghĩa của câu này là: giáo pháp của Phật là một phương tiện để người tu hành đạt tới giác ngộ chân lý, chứ chính nó không thể mô tả hoàn toàn chân lý. Chân lý rất vi diệu, không thể dùng lời nói để diễn tả đầy đủ mà phải tự mình chứng đắc, những lời dạy của Phật chỉ là phương tiện để giúp người tu hành tự mình đạt tới chân lý mà thôi. Phật xem những bài thuyết pháp của ông cũng như ngón tay chỉ tới mặt trăng, chứ không phải là mặt trăng. Người ta phải nương vào ngón tay để thấy được mặt trăng, còn nếu chỉ cố chấp vào ngón tay, chỉ tập trung nhìn ngón tay thì sẽ không bao giờ thấy được mặt trăng. Như Lai dạy cho người khác con đường giác ngộ chân lý, nhưng mỗi người phải tự bước trên con đường giác ngộ chân lý cho mình.
Theo kinh Đại bát-niết-bàn (pi. mahāparinibbāna-sutta), vào mùa mưa năm 80 tuổi, Phật Thích Ca đã dự đoán trước rằng ông sẽ nhập diệt sau 3 tháng nữa. Ông qua đời tại thành phố Câu-thi-na (zh. 拘尸那, sa. Kuṣinagara) của bộ tộc Malla vào năm 544 trước Công nguyên, địa điểm này được các nhà khảo cổ nhận dạng là Kasia ở quận Deoria của xứ Uttar Pradesh ngày nay. Vào một ngày trước, sức khoẻ của ông đã trở nên rất yếu sau khi dùng bữa cúng dường tại nhà người thợ rèn Thuần-đà (zh. 純陀, pi. cunda), một số kinh sách ghi rằng do nguyên liệu nấu ăn có lẫn nấm độc. Tuy nhiên sau đó Phật đã nhấn mạnh cho tôn giả A-nan-đà hiểu là Tăng chúng không nên khiển trách Thuần-đà bởi ông ta đã có thiện ý tối thượng, còn việc Phật trở bệnh nặng là quả báo đến lúc phải trả, điều này đã được Phật dự đoán từ 3 tháng trước rồi.
Trước khi qua đời, Tất-đạt-đa tạo điều kiện cho các tỳ-kheo cơ hội cuối cùng để chất vấn hay hỏi đáp nếu như có những vấn đề hay những điểm nào còn chưa sáng tỏ có thể đưa đến các kiến giải khác nhau về sau, các vị đã im lặng vì thương Thế Tôn đang rất yếu. Lời dạy cuối cùng của ông: "Tất cả các pháp hữu vi đều vô thường, chịu biến hoại, hãy tinh tấn tu học !"

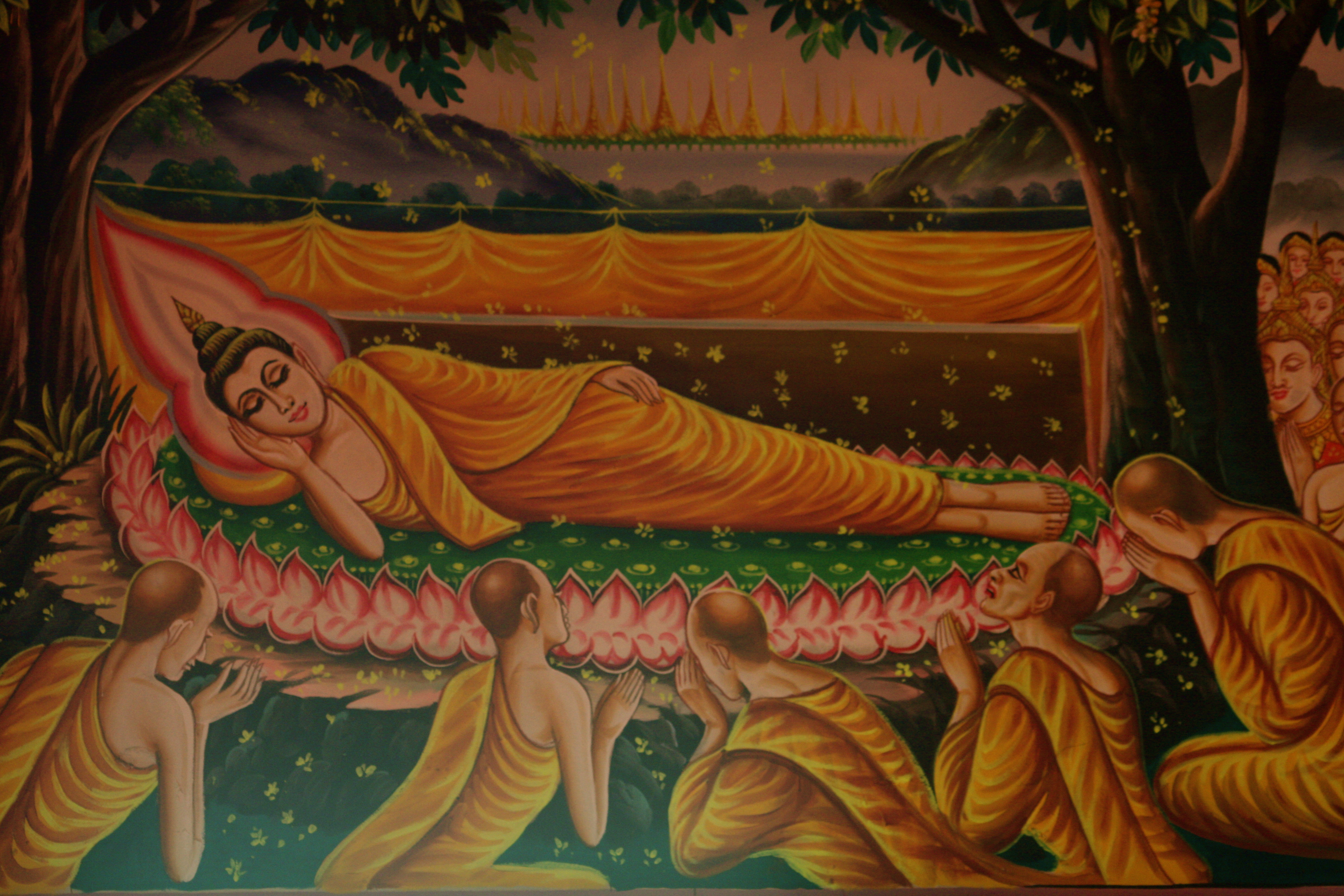
Tranh vẽ cảnh Phật nhập niết bàn

Theo các Phật tử, ông đã nhập Niết-bàn thông qua các mức thiền định, một trạng thái giải thoát hoàn toàn khổ đau của cuộc sống.
Trưởng lão tỳ-kheo Anuruddha (A-nậu-lâu-đà) nói pháp thoại ca ngợi công hạnh của Đức Phật Gautama, rồi kết luận: 
Thế Tôn cũng là một con người như chúng ta, nhưng nhờ phát đại nguyện cứu khổ chúng sanh, rồi dũng mãnh tinh tấn tu Bát Chánh Đạo, thực tập thiền quán mà trở thành bậc Đại Giác, có đầy đủ trí huệ rộng lớn, đại hùng, đại lực, đại từ, đại bi, đại hỷ, đại xả, có đầy đủ phương tiện thiện xảo chỉ dạy và hướng dẫn chúng sanh hết mê được ngộ, thoát khổ được vui, biết phương pháp tu tập để tự giải thoát khỏi cảnh sanh tử luân hồi, vào cảnh niết-bàn an lạc thanh tịnh. Này các huynh đệ, để đền đáp ơn Thế Tôn, chúng ta hãy nương theo lời giáo huấn của Thế Tôn và noi theo gương sáng của Thế Tôn mà tinh tấn tu tập Bát Chánh Đạo, cố đạt cho kỳ được mục tiêu giải thoát.
Tương truyền rằng trong buổi trà tỳ kim thân Phật có nhiều hiện tượng lạ xảy ra: hoa mạn đà la bay đầy trời (do các chư thiên cúng dường), và người ta không thể thắp ngọn lửa để làm lễ trà tỳ cho Ngài cho tới khi trưởng lão Tỷ-kheo Maha Kassapa (Ma-Ha Ca-Diếp, một trong các vị học trò Tối thắng của Phật, người đã được Phật truyền lại y bát) tới nơi để làm lễ.
Mặc dù cuộc đời Thái tử Tất-đạt-đa có nhiều huyền thoại bao phủ nhưng các nhà khảo cổ học và nhân chủng học - vốn hay có nhiều hoài nghi và thành kiến - cũng đều nhất trí công nhận ông là một nhân vật lịch sử có thật và là người đã thành lập ra Phật giáo.

## Di tích

### Xá lợi Phật

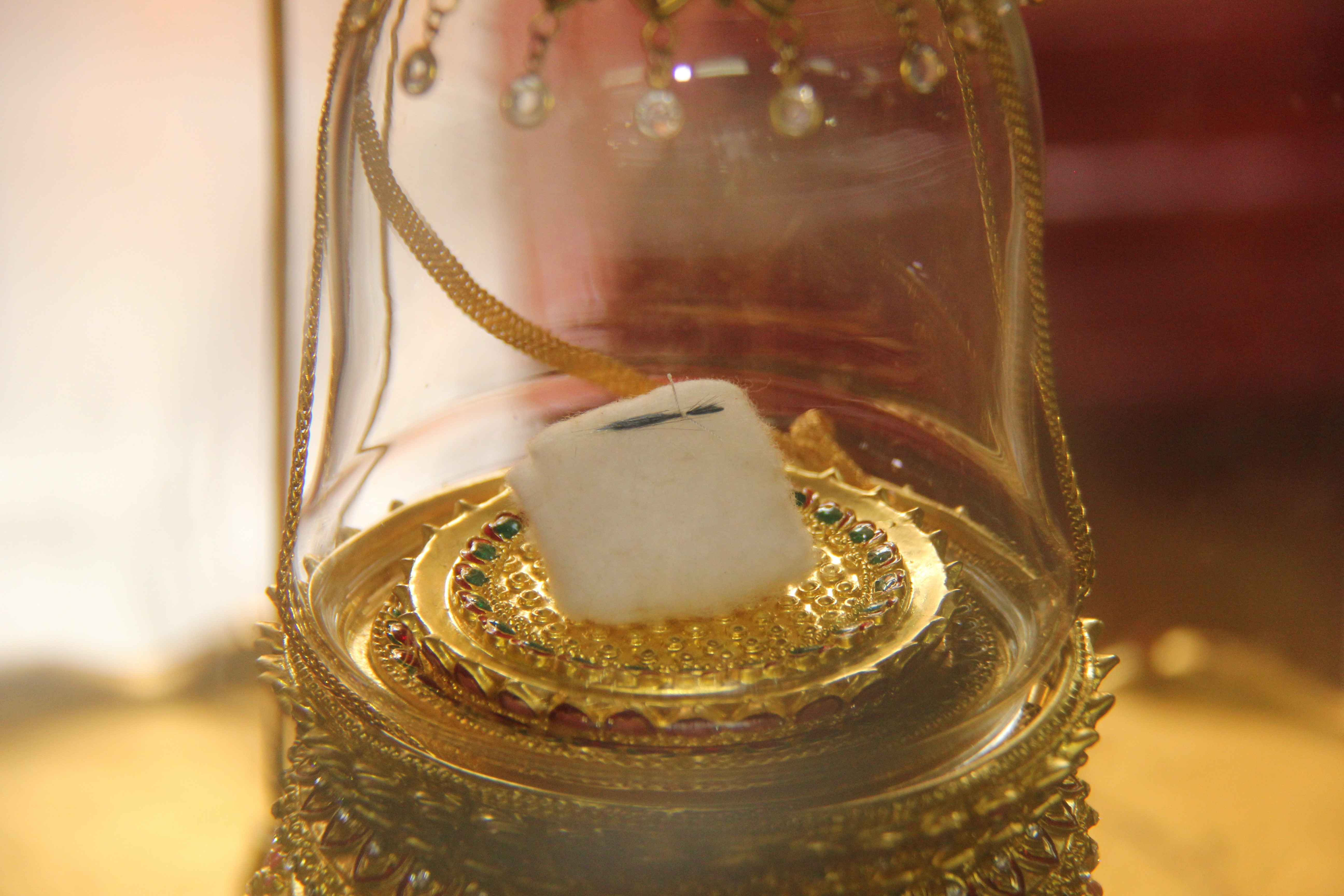
Xá lợi tóc Phật thờ tại chùa Gangaramaya, Colombo, Sri Lanka.

Sau khi qua đời, Xá lợi của Tất-đạt-đa Cồ-đàm được chia thành 8 phần, gồm: Xứ Magadha (Ma-kiệt-đà) xây tháp thờ xá lợi Phật ở Rajagriha, xứ Vajji xây tháp ở Vesali, xứ Sakya xây tháp ở Mungali, xứ Koliya xây tháp ở Ramagama, xứ Buliya xây tháp ở Allakappa, vị Bà-la-môn xây tháp thờ ở Vethadipa, xứ Malla nhận hai phần xá lợi, xây một tháp ở thủ đô Pava và một tháp khác tại Kushinagar. Riêng vị Bà-la-môn Dona xin thỉnh cái chậu vàng dùng để chia xá lợi, đem về khu vườn nhà mình xây tháp thờ. Sứ giả xứ Moriya đến trễ, xin thỉnh phần tro còn lại về xây tháp thờ tại thủ đô Pipphalivana.
Nhiều thế kỷ sau đó, vua Ashoka (A-sô-ka) đã tập hợp các xá lợi, cho xây cất và tôn thờ thành 84.000 tháp.
Trước đây nhiều người không phải tín đồ Phật giáo đã không tin là có xá-lợi Phật, họ cho đó chỉ là huyền thoại. Mãi đến năm 1898, ông W. C. Peppé, người Pháp, tiến hành khảo cổ tại vùng Pīprāvā, phía Nam nước Népal, đã tìm thấy một cái hộp bằng đá khá lớn, trong đó có chứa hai chiếc bình bằng đá và vài dụng cụ bằng đá khác như tách trà. Hai bình đá một lớn một nhỏ đều có chứa những viên xá-lợi. Bình đá nhỏ dạng hình cầu, chia thành hai phần thượng hạ. Nửa phần trên có hình tay cầm, khắc niên đại của vua Ashoka và nội dung của nó như sau: "Đây là xá-lợi của Đức Phật. Phần xá-lợi này do bộ tộc Śākya, nước Śrāvastī phụng thờ". Chiếc bình đã chứng minh nội dung trong kinh Trường A-hàm và rải rác ở những kinh khác về việc phân chia xá-lợi của Phật thành 8 phần cho 8 quốc gia cổ đại Ấn Độ sau khi Phật nhập Niết-bàn hoàn toàn là sự thật.

### Kinh Phật
Sau khi Phật nhập diệt ít lâu, Thượng tọa Maha Ca Diếp đã triệu tập 500 vị A-la-hán họp tại động Sattapanni (động Thất Diệp, còn gọi là động Tất-bát-la) ở Rajagriha để ôn tụng và ghi nhớ tất cả những lời Phật dạy. Đó chính là Đại hội kết tập kinh điển Phật giáo lần thứ nhất. 

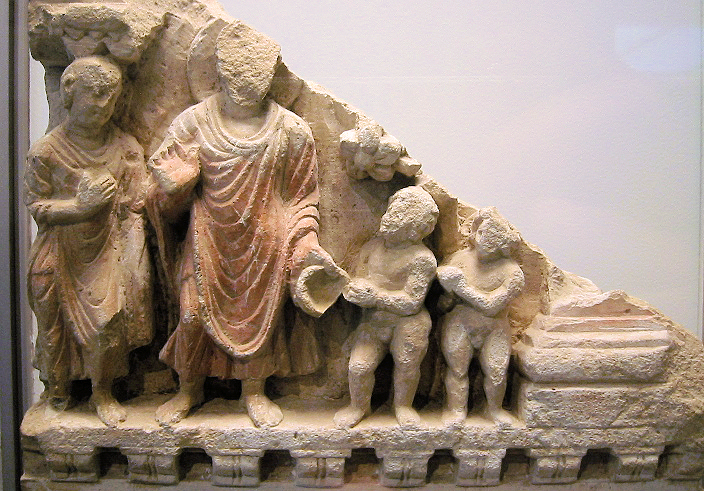
Tranh khắc "Quà của Đất", thế kỷ 2 Gandhara. Cậu bé Jaya (tiền thân kiếp trước của vua Ashoka), dâng chiếc bánh đất (mà cậu bé nghĩ là thức ăn) lên Phật Thích-ca. Nhờ công đức cúng dường cho Phật với lòng chí thành, Phật Thích-ca đã tiên tri rằng trong kiếp sau, cậu sẽ là vị vua thống lĩnh Ấn Độ và lưu truyền Phật giáo.

Khoảng 300 năm sau là thời Asoka (A Dục) là hoàng đế của đế chế Mauryan, khoảng năm 240 TCN. Trước khi trở thành Phật tử, ông có tính khí rất hung bạo, đã giết nhiều anh em của mình để cướp ngôi vua cũng như đã xua quân đánh chiếm nhiều lãnh thổ. Nhưng ngay sau đó nhờ gặp được Sa di Nigrodha, ông theo Phật giáo cải hối và làm rất nhiều điều thiện, chống lại bạo lực. Từ thời điểm đó, vua A-dục, người đã từng được miêu tả như là "A-dục ác vương" (Chandashoka), bắt đầu được mô tả như là "A-dục sùng đạo" (Dharmashoka). Ông là người có công lớn khuyến khích Phật giáo, xây dựng hàng chục ngàn chùa chiền, bảo tháp Phật giáo. Nhiều đoàn truyền giáo đạo Phật đã được ông tài trợ và cử đến khắp nơi, từ Âu sang Á, đến tận Hy Lạp, các nước tại Trung Á, Trung Đông, cũng như Trung Quốc, Đông Nam Á, Miến Điện và Sri Lanka. Ngoài ra, vua Asoka còn là người bảo trợ cho kì Kết tập kinh điển lần thứ III.
Phật giáo ngày nay phát triển mạnh ở Sri Lanka, Đông Á và Đông Nam Á (Thái Lan, Lào, Campuchia, Myanmar, Trung Quốc, Hàn Quốc, Nhật Bản, Đài Loan, Việt Nam, Singapore) và bao gồm nhiều phân nhánh nhỏ hơn. Mặc dù phát triển chủ yếu ở châu Á, nhưng hiện nay Đạo Phật được tìm thấy ở khắp thế giới. Ước tính số người chính thức theo đạo Phật (đã làm lễ Quy y Tam Bảo) vào khoảng 350 triệu đến 700 triệu người, số người chưa làm lễ Quy y Tam Bảo nhưng có niềm tin vào đạo Phật thì còn đông hơn gấp mấy lần con số đó.
Đức Phật Thích-Ca Mâu-Ni đã nhập niết-bàn hơn 2.500 năm, nhưng các bài kinh Phật còn được chư tăng gìn giữ cẩn thận cho đến ngày nay. Dù đạo Phật đã bị hủy hoại ở Ấn Độ do sự tấn công của các tôn giáo khác, nhưng tín đồ Phật giáo đã trải khắp các nước, đặc biệt là ở Đông Á. Tam Tạng Pháp Bảo gồm những lời dạy của Đức Phật vẫn còn đó, hiện được các chư tăng, tín đồ lưu giữ và truyền tụng ở khắp năm châu, bất kỳ ai mong muốn theo Đạo hoặc nghiên cứu giáo lý đạo Phật đều có thể dễ dàng tìm đọc.

### Các thánh tích

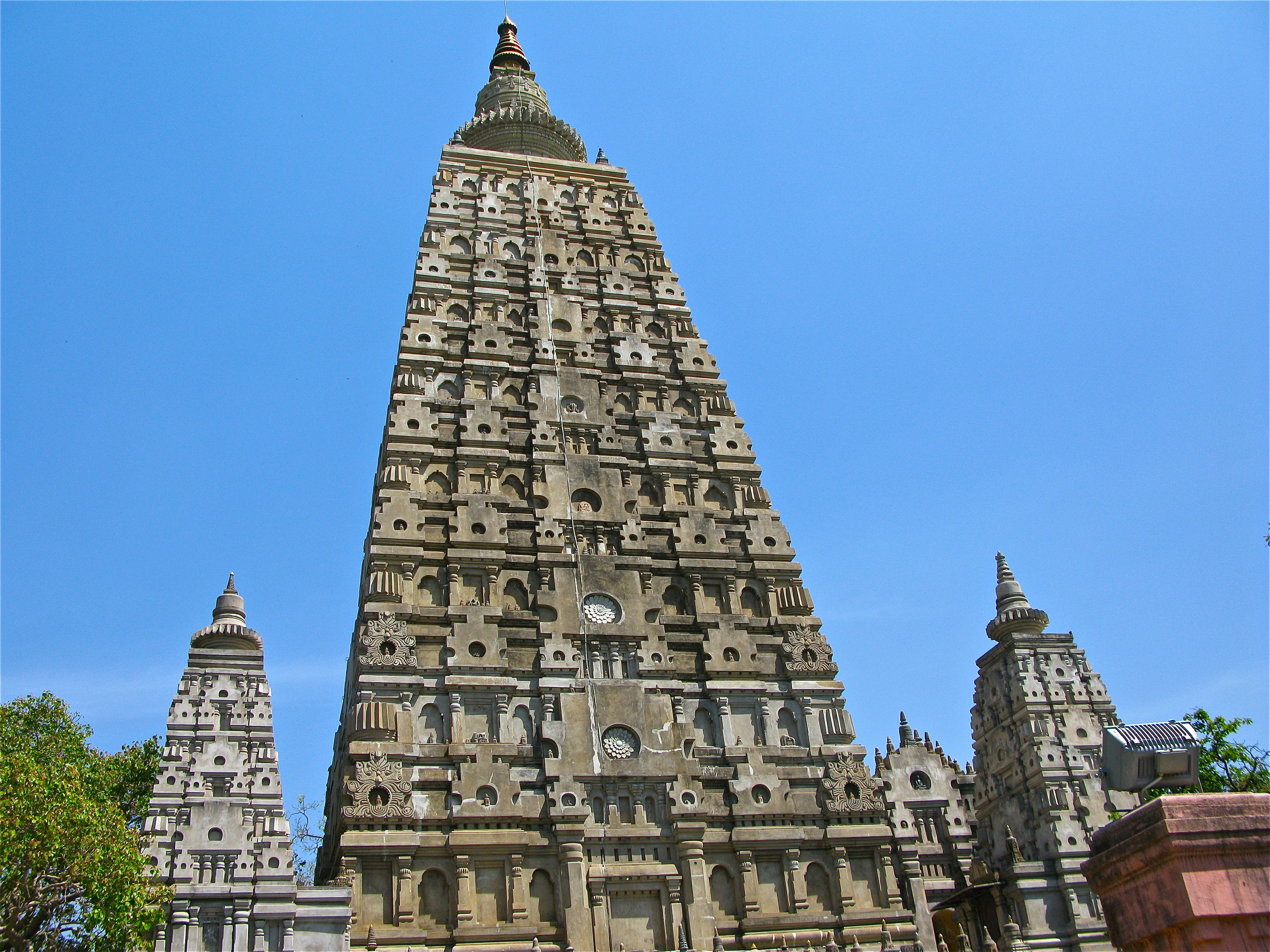
Đại tháp Giác Ngộ tại thánh địa Bodh Gaya

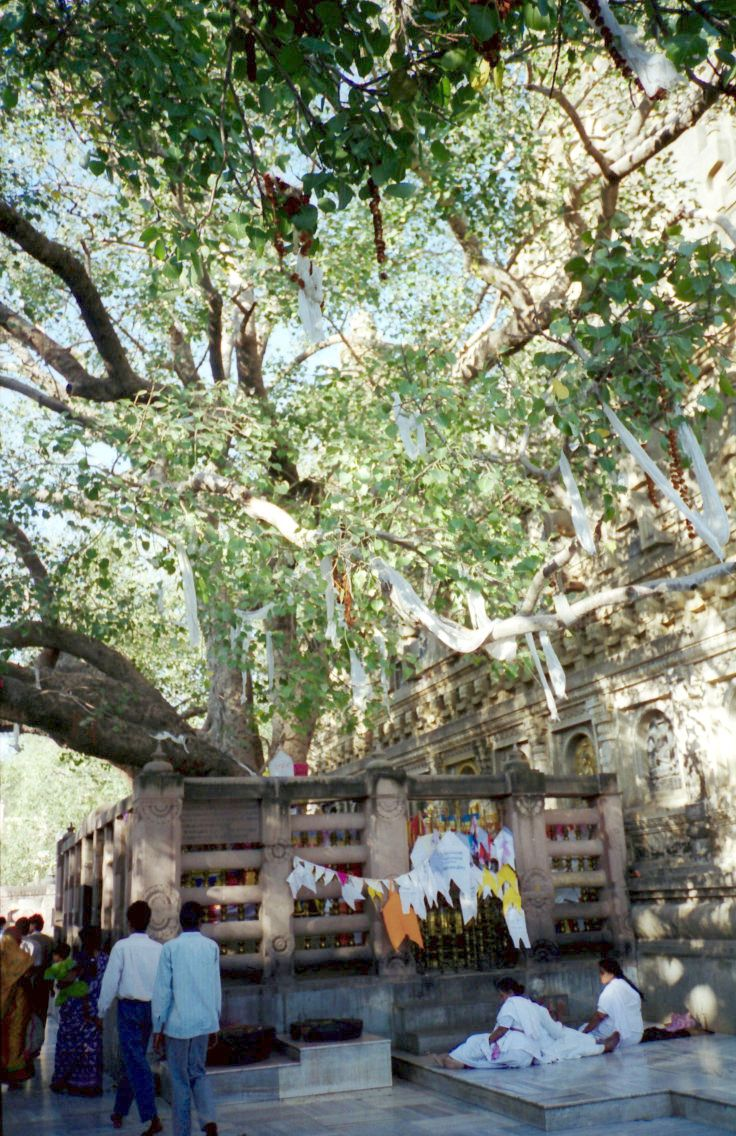
Gốc bồ đề tại Bodh Gaya này là nơi Tất-đạt-đa Cồ-đàm đã ngồi thiền và thành đạo.

Đối với tín đồ Phật giáo, có 4 thánh tích liên quan đến cuộc đời Phật Thích Ca. Bodh Gaya (tiếng Việt là Bồ Đề Đạo Tràng), nơi Phật Thích Ca thành đạo là nơi quan trọng nhất, ngoài ra còn 3 nơi khác đó là:
- Kushinagar (Câu-thi-na): Đây là nơi mà Phật nhập niết bàn. Qua các khai quật thì người ta đã tìm thấy được các mảnh vỡ của các tượng Phật và các cột trụ mà vua Asoka đã xây dựng. Nơi này ngày nay là Kasia, thuộc về Deoria của bang Uttar Pradesh.
- Lâm-tỳ-ni (Lumbini) - nơi Phật đản sinh. Trước đây người ta không xác định được địa danh này, nhiều người coi đây chỉ là huyền thoại. Mãi đến ngày 1 tháng 12 năm 1886, nhà khảo cổ người Đức Alois A. Fuhrer mới tìm thấy cột tháp của vua Asoka xác nhận đây là nơi ra đời của Phật Thích Ca Mâu Ni.
- Sarnath (vườn Nai, hay Lộc Uyển) - nơi Phật thuyết pháp lần đầu tiên. Di tích còn sót lại là tháp Dhamekh được xây vào triều đại Gupta thế kỷ thứ 6 trước Công nguyên. (Chữ Phạn "dharmekh" nghĩa là chánh pháp).

Bodh Gaya là trái tim của văn hóa Phật giáo trong suốt hàng thế kỷ cho đến khi nó bị người Hồi giáo đánh chiếm và tàn phá vào thế kỷ 12. Năm 1875, vua Mindon Min của Miến Điện đã đề nghị và được sự đồng ý của chính phủ Ấn Độ và giáo hội Ấn giáo Mahant để sửa sang lại ngôi tháp Đại Giác bị hoang phế nhiều năm. Nhưng kỳ sửa chữa đầu tiên của người Miến Điện diễn ra không đúng theo truyền thống nên chính phủ Ấn Độ đã quyết định bổ nhiệm ông J.D Beglar vào năm 1880 trùng tu lại hoàn toàn ngôi tháp. Nhưng sau khi được khôi phục, ngôi tháp Đại Giác và vùng đất xung quanh vẫn tiếp tục thuộc về giáo hội Ấn giáo Mahant, họ chỉ giữ Thánh Tích với mục đích hưởng lợi qua sự thăm viếng của Phật tử chứ không có ý muốn tu sửa hay cung kính. Sự vận động giành lấy lại quyền điều hành tại khu vực Tháp Đại Giác bắt đầu vào tháng 1 năm 1891 khi đại sư Anagarika Dharmapala đến đảnh lễ thánh địa này. Ông Dharmapala ghi trong nhật ký ngày 21/1/1891 như sau: "Tại ngôi đền của ông Mahant hai bên cửa có những tượng Đức Thế Tôn đang thiền định hay đang thuyết pháp. Ôi! Tôn nghiêm làm sao ngôi tháp quý báu này! Đức Thế Tôn ngồi trên pháp tòa và sự tôn nghiêm tỏa khắp làm cho Phật tử chí thành phát khóc. Ôi sung sướng biết bao! Khi vầng trán của tôi chạm đến Kim Cương Tòa, một ý niệm phát ra rồi đánh mạnh vào tâm trí tôi. Ý niệm ấy bảo tôi dừng lại đây và gìn giữ thánh tích tôn nghiêm nầy, tôn nghiêm đến nỗi không gì trên đời này sánh bằng, vì đây là chỗ mà dưới gốc Bồ Đề, Thái tử Tất-đạt-đa đã giác ngộ thành Phật."'
Ông Dharmapala từng bước ngăn chặn những việc làm của ngoại đạo tại thánh địa này và đã sáng lập ra "Hội Đại Giác Ngộ, Bồ-đề Đạo Tràng" (The Buddha Gaya Mahabodhi Society) vào ngày 31 tháng 5 năm 1891. Sau nhiều năm đấu tranh, vận động sự ủng hộ từ Phật tử các nước, năm 1952, chính phủ Ấn Độ đã thành lập một ủy ban điều hành quản lý khu vực Bồ-đề Đạo Tràng và những di sản khác. Ủy ban này gồm có 8 thành viên, 4 vị Ấn giáo và 4 vị Phật giáo, với một vị quận trưởng Gaya làm chủ tịch. Năm 2002, ngôi chùa Mahabodhi (Đại Giác Ngộ tự) ở Bodh Gaya đã trở thành Di sản thế giới.
Tại Bodh Gaya còn có cội Bồ-đề, là nơi có cây bồ đề đã che bóng mát cho Đức Phật khi ông ngồi thiền và đạt tới giác ngộ. Một cành chiết từ cây bồ đề nguyên thủy đã được vua Asoka gửi tặng cho vua Devanampiya Tissa (Thiên-Ái-Đế-Tu) tại Sri Lanka vào năm 247 TCN. Con gái của vua Asoka là Tỳ-kheo-ni Sanghamitta (Tăng-già-mật-đa) đã sang Sri Lanka với mục đích thành lập ni đoàn Phật giáo đã mang nhánh bồ-đề này qua Tích Lan, đem đến trồng ở Anuradhapura, tại đây nó đã phát triển thành một cây to. Sau này người Sri Lanka đã gọi cây bồ-đề này là "Sri-Maha Bodhi", nghĩa là "Cây Bồ Đề Cát Tường Vĩ Đại". Cho tới nay, trải qua gần 2.300 năm, Cây Bồ Đề Vĩ Đại vẫn sống tươi tốt và được người Sri Lanka coi là quốc bảo. Rất nhiều nhánh từ cây này đã được chiết để gửi đi trồng ở chùa chiền khắp nơi trên thế giới.
Cùng chung với số phận thăng trầm của lịch sử Phật giáo ở Ấn Độ, cây bồ-đề ở Bodh Gaya đã nhiều lần bị chặt đốt, thiêu hủy do thiên tai vô thường tác động và do những người thù ghét đạo Phật muốn xóa tan vết tích của nó. Thế nhưng trải qua bao nguy khốn, dòng dõi hậu duệ của cây bồ đề vẫn không tuyệt diệt mà vẫn tiếp tục bám trụ và đâm chồi nảy lộc, đời sau nối tiếp đời trước che bóng mát cho nơi Phật đã ngồi khi thành đạo. Cây bồ đề hiện nay ít nhất đã là đời thứ sáu của cây bồ-đề nguyên thủy đã che mát cho Đức Phật. Mặc dù trải qua nhiều lần sinh diệt, nhưng vị trí cây bồ đề ngày nay so với gốc cây ban đầu vẫn không có sự thay đổi chuyển dịch, vẫn định vị như gốc cây bồ đề nguyên thủy, nơi khoảng 2.600 năm về trước, thái tử Tất-đạt-đa đã ngồi trong đêm giác ngộ thành Phật. Với lịch sử hiển hách này, có thể nói cây bồ-đề tựa như một biểu tượng cao cả cho những tín đồ Phật giáo đã truyền đời nhau suốt 2.600 năm bảo tồn Chánh pháp mà Phật Thích Ca truyền dạy cho thế gian.

## Ngoại hình

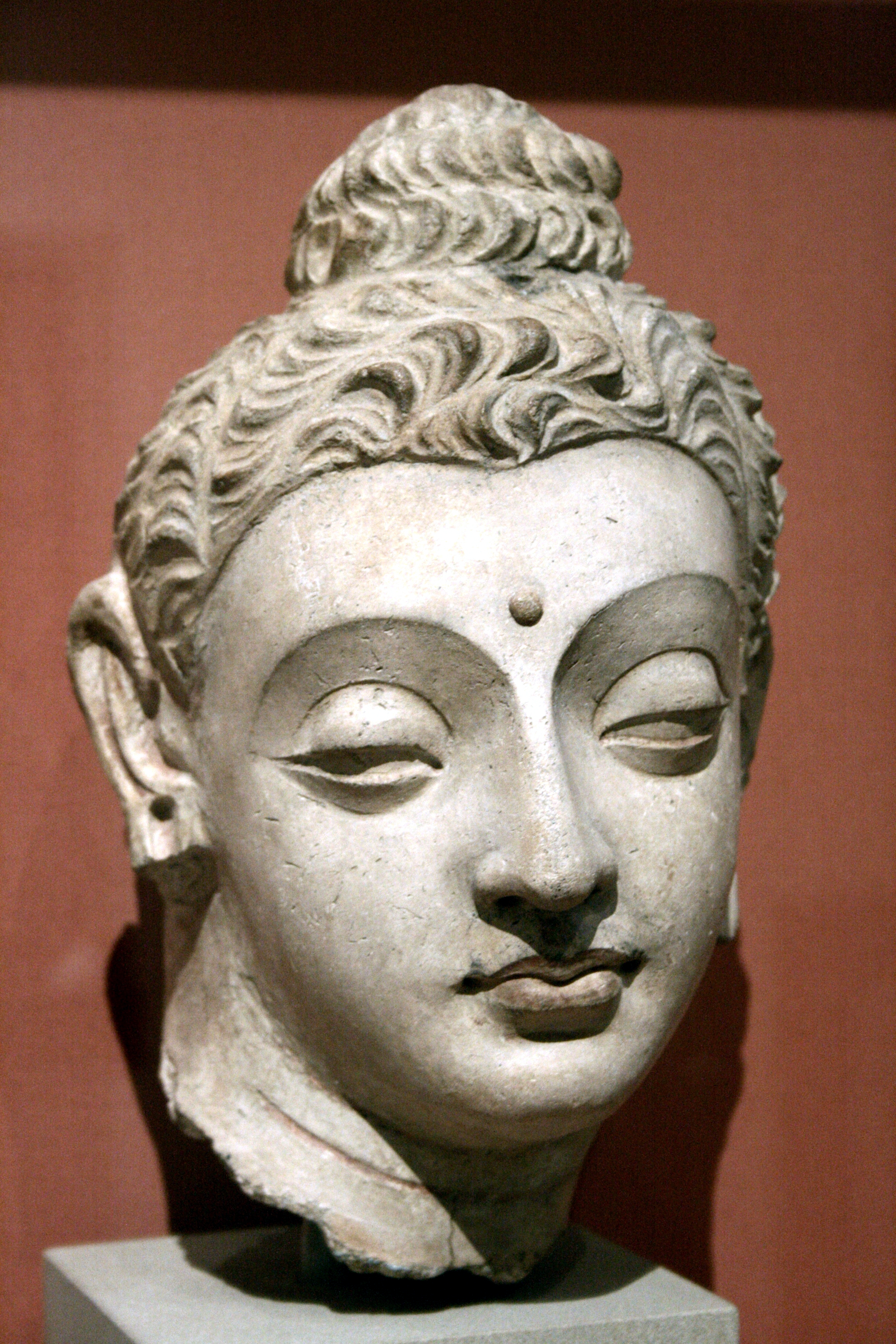
Bức tượng đầu Phật ở vùng Hana, Afghanistan, trưng bày tại một bảo tàng ở Luân Đôn.

Có nhiều miêu tả về ngoại hình của Tất-đạt-đa trong các kinh điển Phật giáo. Là một vị hoàng tử có đầy đủ 32 tướng tốt, ông đã được tập huấn, rèn luyện sức mạnh, được nuôi dạy rất chu đáo về cả văn lẫn võ. Từ năm 13 tuổi ông được truyền thụ võ nghệ và có sở trường bắn cung. Từ lúc trước khi ra đi tìm đạo, ông đã là người có cơ thể cường tráng, phi phàm hơn người.
Một người Bà la môn Sonadanda miêu tả ngoại hình ông là "đẹp trai, ưa nhìn, cùng với một làn da rất đẹp. Ông ta có vẻ ngoài thần thái và oai nghiêm... Ông đẹp đẽ, xinh tươi, dễ nhìn, một hình sắc tốt đẹp nhất, hình thể và nét trang nghiêm của ông như Phạm Thiên, ngoại hình của Ông đẹp đẽ (Digha Nikaya, Kinh số 4).
Ông đẹp đẽ, gây được niềm tin, với ý thức điềm tĩnh và tâm trí thanh tịnh, trầm tĩnh và tự chủ, như một con voi được thuần phục một cách hoàn hảo (Anguttara Nikaya, Kinh số 36).
Có những đệ tử của ông đang trong quá trình tu tập chưa trở thành A la hán, bị mê hoặc bởi vẻ ngoài của ông, nhưng đã được ông khuyên chấm dứt việc đó, và nhắc nhở rằng không nên nhìn ông bằng hình tướng bên ngoài, mà nên nhìn vào giáo pháp của ông truyền dạy thì mới thấy được một Như Lai chân thật. Trong kinh Kim cang có bài kệ: "Nhược dĩ sắc kiến ngã, dĩ âm thanh cầu ngã, thị nhân hành tà đạo, bất năng kiến Như Lai", tức là nếu dùng sắc thấy Ta, dùng âm thanh cầu Ta, người đó hành đạo tà, không thể thấy Như Lai.
Không có một tác phẩm, văn bản nào miêu tả rõ ngoại hình Tất-đạt-đa Cồ-đàm dưới dạng con người cho đến khoảng thế kỷ thứ I TCN, sau thời gian đó thì mới bắt đầu có những mô tả về hình dáng được cho là của ông trong Kinh Lakkhaṇa Sutta. Ngoài ra, Yasodhara mô tả sơ lược hình dáng của Tất-đạt-đa Cồ-đàm sau khi ông lần đầu tiên trở lại cung điện của mình trong kinh điển Pali, Narasīha Gāthā. Trong 32 tướng tốt, người ta nói ông có đôi mắt xanh biếc.
Ngoài ra, khác với hình tượng tóc dày và xoăn trên các bức tượng khắc họa ông, Đức Phật được tả là đã cạo đầu khi tu để giải thoát khỏi trần đời thế tục.

## Nhận định
| “ | Đức Phật là hiện thân của tất cả các đức tính mà ông giảng dạy. Trong suốt 45 năm hoằng pháp đầy ý nghĩa và thành công, đức Phật đã biến lời nói của ông thành hành động. Hệ thống đạo đức được Phật giảng dạy là hoàn hảo nhất trong lịch sử thế giới. | ” |
| — | |   |

| “ | Tôi tin chắc là đường lối tu hành mà Đức Phật đã chỉ ra cho chúng ta là đường lối duy nhất mà nhân loại phải làm theo nếu muốn thoát khỏi tai họa. | ” |
| — | |   |

| “ | ...Nếu có bất kỳ tôn giáo nào mà có thể thỏa mãn những nhu cầu của khoa học hiện đại thì tôn giáo đó chính là Phật giáo. | ” |
| — | |   |

| “ | Toàn thể nhân loại đã sản sinh ra chỉ một người như thế, với triết lý cao siêu như thế, với lòng từ bi mở rộng như thế. Một triết gia vĩ đại, thuyết giảng triết lý cao siêu bậc nhất, mà vẫn có lòng từ bi sâu thẳm nhất cho những loài vật nhỏ nhoi, và không bao giờ tự nâng mình lên. Đức Phật là Karma Yogi lý tưởng, làm việc hoàn toàn bất vụ lợi, và lịch sử nhân loại đã chứng tỏ rằng Đức Phật là bậc vĩ nhân vĩ đại nhất từng được sanh ra, không thể nào so sánh, sự kết hợp hài hòa nhất giữa khối óc và trái tim đã từng tồn tại. | ” |
| — | |   |

| “ | Trên hành tinh này, Đức Phật đã thuyết giảng những sự thật của nền đạo đức nâng cao và có giá trị vĩnh viễn không chỉ ở người Ấn Độ thôi mà cũng ở nhân loại. Đức Phật đã là một trong những thiên tài có đạo đức bậc nhất đã từng được ban tặng vào thế gian này. | ” |
| — | |   |

## Danh xưng khác (Thập hiệu)

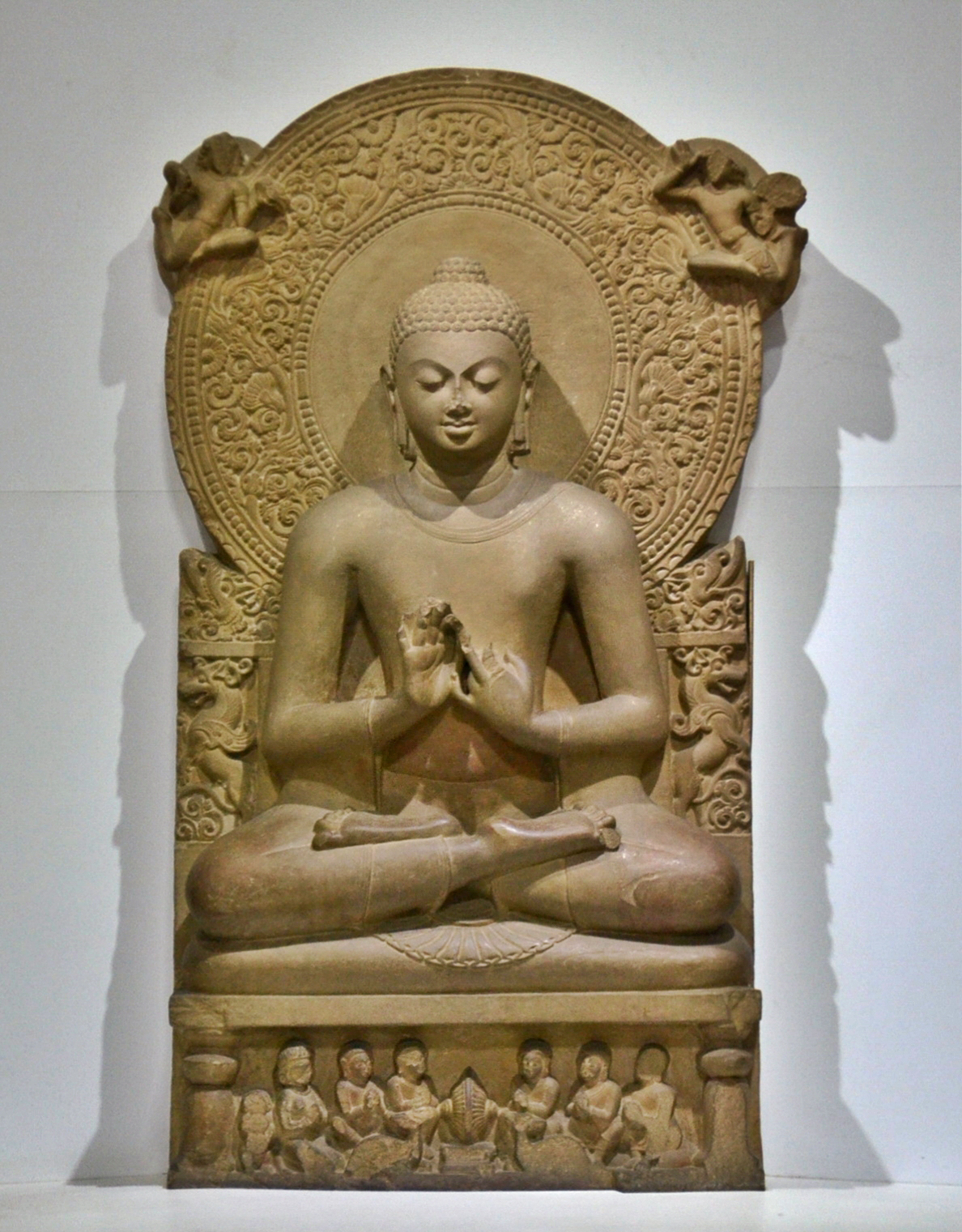
Một bức tượng của Phật tại Sarnath, thế kỷ thứ IV Công Nguyên.

1. Như Lai (zh. 如來, sa., pi. tathāgata), là "Người đã đến như thế" hoặc "Người đến từ cõi Chân như". Phật giáo Mật Tông còn gọi là "Tỳ Lô Giá Na", dịch ý nghĩa là "Đại Nhật Như Lai". Theo tiếng Phạn, "Tỳ Lô Giá Na" là tên gọi khác của Mặt Trời. Dùng danh hiệu "Tỳ Lô Giá Na" có nghĩa coi Tất-đạt-đa Cồ-đàm là Mặt Trời hồng không bao giờ tắt; tuệ giác của ông như Mặt Trời soi sáng khắp thế gian, xóa tan đêm tối vô minh.
2. Ứng Cúng (zh. 應供) dịch nghĩa là A La Hán (zh. 阿羅漢, sa. arhat, pi. arahant), là "Người đáng được cúng dường", đáng được tôn kính.
3. Chánh Biến Tri (zh. 正遍知, sa. samyaksaṃbuddha), dịch theo âm là Tam-miệu-tam-phật-đà (zh. 三藐三佛陀), là "Người hiểu biết đúng tất cả các pháp".
4. Minh Hạnh Túc (zh. 明行足, sa. vidyācaraṇasaṃpanna), nghĩa là "Người có đủ trí huệ và đức hạnh", tức là có đầy đủ tam minh (Túc Mạng Minh, Thiên Nhãn Minh, Lậu Tận Minh) và ngũ hạnh (Thánh Hạnh, Phạm Hạnh, Thiên Hạnh, Anh Nhi Hạnh, Bệnh Hạnh).
5. Thiện Thệ (zh. 善逝, sa. sugata), là "Người đã ra đi một cách tốt đẹp".
6. Thế Gian Giải (zh. 世間解, sa. lokavid), là "Người đã thấu hiểu thế giới".
7. Vô Thượng sĩ (zh. 無上士, sa. anuttarapuruṣa),  là "bậc tu hành tối cao, không ai vượt qua".
8. Điều Ngự Trượng Phu (zh. 調御大丈夫, sa. puruṣadamyasārathi), nghĩa là có khả năng điều phục những người hiền và ngự phục những kẻ ác theo về chính đạo.
9. Thiên Nhơn Sư (zh. 天人師, sa. devamanuṣyānāṃ śāstṛ), là "Bậc thầy của cõi người và cõi trời".
10. Phật Thế Tôn (zh. 佛世尊, sa. buddhalokanātha, buddhalokajyeṣṭha, bhagavān), là "Bậc giác ngộ được thế gian tôn kính".

## Trong các tôn giáo khác
Nhiều người theo Ấn Độ giáo cho rằng Tất-đạt-đa Cồ-đàm là hóa thân thứ 9 của thần Vishnu. Tuy nhiên nhiều lời dạy của Phật Thích Ca vốn đi ngược lại giáo điều tôn giáo của Ấn Độ giáo, điển hình là Phật phủ nhận quyền năng của kinh Vệ Đà (Vedas) và phủ nhận sự tồn tại của Ngã, linh hồn trường tồn, bất biến (Atman). Phật cũng phủ nhận địa vị tối cao của Brahma trong Ấn Độ giáo, Phật nói rằng các vị thần cũng chỉ là một chúng sinh trong tam giới mà thôi, họ không phải toàn năng và cũng không bất tử. Do vậy, chi tiết này có lẽ là do Ấn Độ giáo hư cấu ra để thuyết phục những tín đồ Phật giáo chuyển sang Ấn Độ giáo.
Tất-đạt-đa Cồ-đàm được một giáo phái Hồi giáo của dân tộc Ahmadiyya coi như là một nhà tiên tri. Một số tín đồ Phật giáo Trung Quốc thời sơ khai từng nghĩ Tất-đạt-đa Cồ-đàm là hóa thân của Lão Tử trong Đạo giáo.
Các tín đồ của Đạo Cao Đài tôn thờ ông như một bậc thầy tôn giáo lớn của họ. Hình ảnh của Tất-đạt-đa Cồ-đàm có thể được tìm thấy trong cả Tòa Thánh và trên bàn thờ ở nhà. Ông cũng được họ cho là có mối liên hệ với những người sáng lập tôn giáo lớn khác như Lão Tử hoặc Khổng Tử.
Kể từ thời kỳ Nara ở Nhật Bản, thuyết "bản địa thùy tích" được khởi xướng với quan điểm rằng các vị thần của Nhật Bản thực tế là hóa thân của Phật, và người ta đã xác định "nguồn gốc Phật" của nhiều vị thần và tạo tác các tượng thần dưới hình dáng tăng lữ.
Trong giáo phái Gnostic cổ Mani giáo, Tất-đạt-đa Cồ-đàm được cho là một trong số những vị thầy giảng đạo của Đức Chúa Trời trước khi Mani xuất hiện.
Trong đạo Sikh, Phật được đề cập như là đại diện thứ 23 của Vishnu trong Chaubis Avtar, một tác phẩm Dasam Granth theo truyền thống được viết bởi Guru Gobind Singh.
Hình tượng Barlaam và Josaphat trong Cơ Đốc giáo được các nhà nghiên cứu xem là chịu ảnh hưởng từ cuộc đời thành đạo của Tất-đạt-đa Cồ-đàm.

## Trong nghệ thuật và điện ảnh

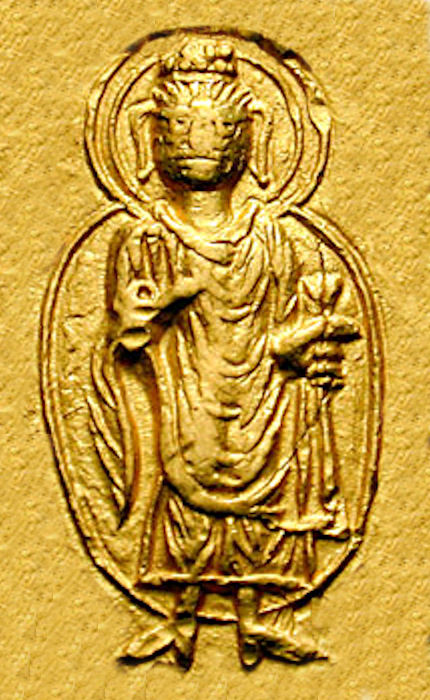
Hình Đức Phật trên một đồng xu của Kanishka I, niên đại khoảng 130 CN

### Phim
- Little Buddha, bộ phim của Bernardo Bertolucci năm 1994
- Prem Sanyas, bộ phim câm 1925, đạo diễn bởi Franz Ostenn và Himansu Rai
- Con đường giác ngộ, bộ phim nhựa Việt Nam do Công Hậu làm đạo diễn. Phim được chùa Hoằng Pháp (huyện Hóc Môn, Thành phố Hồ Chí Minh) và Công ty Nghiệp Thắng sản xuất vào năm 2013. Diễn viên Tuấn Phương diễn vai Đức Phật. Ngày 8 tháng 6 năm 2014, phim đạt Giải nhất trong Liên hoan phim Vesak, được tiến hành nhân dịp Đại lễ Phật đản Liên Hợp Quốc Vesak lần thứ 11 ở Việt Nam với sự tham dự của 95 quốc gia.
- Buddha, phim hoạt hình anime do Toei sản xuất dựa trên manga Buddha của Osamu Tenzuka.
- Đại chiến người và thần, bộ truyện tranh Nhật Bản được viết bởi Shinya Umemura và Takumi Fukui.

### Phim truyền hình
- Buddha, phim truyền hình lịch sử của Ấn Độ năm 2013, diễn viên Himanshu Soni đảm nhận vai Tất-đạt-đa Cồ-đàm.
- Phim cuộc đời đức Phật Thích Ca Buddha lồng tiếng 55 tập, 2013.

### Văn học
- The Light of Asia, một bài thơ sử thi của Edwin Arnold năm 1879.
- Buddha, một loạt truyện manga từ 1972-1983 được hư cấu, thêm thắt lại từ câu chuyện của Đức Phật của Osamu Tenzuka.
- Tất-đạt-đa hay Câu chuyện dòng sông, bộ tiểu thuyết của Hermann Hesse, viết bằng tiếng Đức vào năm 1922.
- Lord of Light, một cuốn tiểu thuyết của Roger Zelazny, nói về một con người trong tương lai xa ở Trái Đất, sẽ dùng Phật pháp để giảng dạy con người, chống đối lại các vị thần.
- Câu nói Lù khù có ông Cù độ mạng: Lù khù là chỉ hạng người khờ dại, ngây thơ, không biết chút gì về cuộc đời, trình độ văn hóa giới hạn, không biết đua chen với đời, cứ sống buông trôi cho qua ngày đoạn tháng, nhưng không biết tại sao họ lại được rất nhiều may mắn ngoài khả năng của họ. Còn Cù chính là Cù-đàm, tức tên Gotama của Phật Thích Ca trong Câu chuyện dòng sông. Câu này ý nói những người khờ khạo sở dĩ được may mắn là nhờ Đức Phật Thích Ca độ mạng.

### Âm nhạc
- Ánh sáng Á Châu, một vở kịch diễn xướng của Dubley Buck năm 1886.
- Karuna Nadee, một vở kịch diễn xướng của Dinesh Subasinghe năm 2010.Shussan Saka, một bức tranh vẽ về cuộc đời Đức Phật

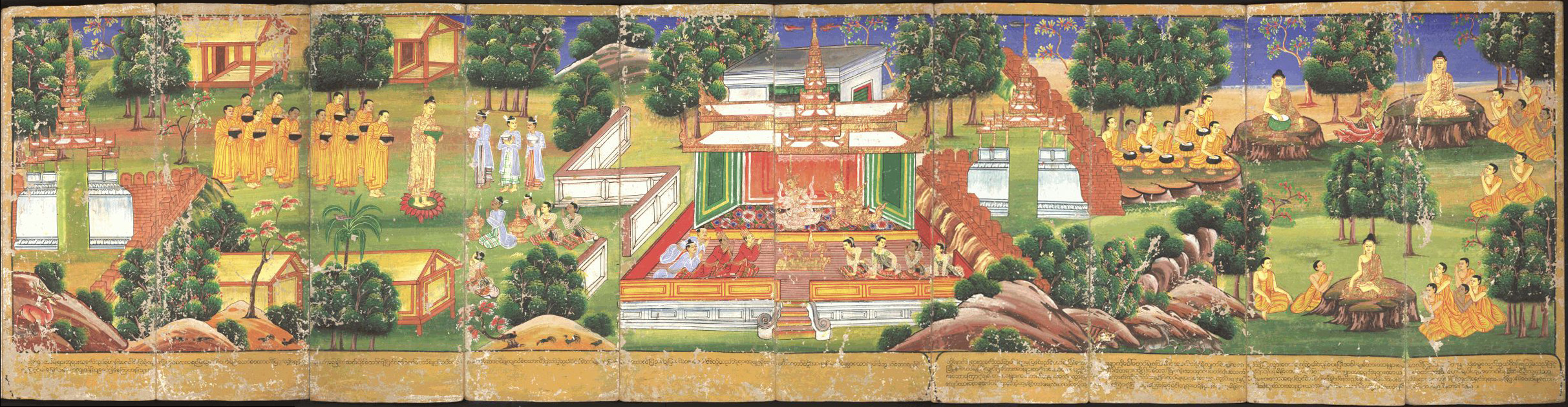
Shussan Saka, một bức tranh vẽ về cuộc đời Đức Phật